# Beirut
Beirut ([ˈbeɪ̯ruːt], auch [baɪ̯ˈruːt], arabisch بيروت Bayrūt, mundartlich Beyrūt) ist die Hauptstadt des Libanon. Sie liegt am östlichen Mittelmeer, an der Küste der Levante, ungefähr in der Mitte von deren Nord-Süd-Ausdehnung.
Beirut ist das wirtschaftliche und kulturelle Zentrum des Libanon mit vielen Verlagen und Universitäten, unter anderen der Amerikanischen Universität Beirut (AUB) und der Université Saint-Joseph (USJ). Die Stadt wurde vor dem libanesischen Bürgerkrieg (1975–1990) oft als „Paris des Orients“ bezeichnet. 1982 wurde die Stadt durch israelische Luftangriffe schwer beschädigt, viele Bezirke der Stadt wurden fast vollständig zerstört. Nach Kriegsende 1990 und 2006 begann der Wiederaufbau Beiruts, seither erlebte die Stadt mehrere Modernisierungsprogramme wie die Anlage der Promenade Zaitunay Bay, die von Jachthäfen und modernen Hochhäusern umgeben ist, und der Beirut Souks, die von Apartmenthäusern, Malls und Modegeschäften geprägt ist. Aufgrund der Bemühungen einer Modernisierung entwickelte sich in Beirut über die Jahre hinweg ein pulsierendes Nachtleben und eine Skyline, die diese Stadt mittlerweile prägt.

## Bevölkerung
Die genaue Einwohnerzahl der Stadt ist unbekannt, da die letzte Volkszählung im Jahr 1932 durchgeführt wurde. 1991 betrug die Zahl schätzungsweise 1½ Millionen, für 2012 wurden 2.060.363 Einwohner für Beirut und Umgebung berechnet. Das Auswärtige Amt schätzte die Einwohnerzahl im März 2014 auf rund 1½ Millionen. In den letzten Jahren kam es zu einem Zufluss von Flüchtlingen aus Syrien. Für 2017 schätzt die UN die Bevölkerungszahl der Agglomeration Beirut auf 2,3 Millionen.
Bevölkerungsentwicklung der Agglomeration laut UN
| Jahr | Einwohnerzahl |
| ---- | ------------- |
| 1950 | 322.000       |
| 1960 | 561.000       |
| 1970 | 923.000       |
| 1980 | 1.623.000     |
| 1990 | 1.293.000     |
| 2000 | 1.487.000     |
| 2010 | 1.990.000     |
| 2017 | 2.332.000     |

Beirut ist die konfessionell vielfältigste Stadt des Landes und Vorderasiens. In ihr leben Christen (Maronitische, Griechisch-Orthodoxe, Syrisch-Orthodoxe, Syrisch-Katholische, Armenisch-Orthodoxe, Armenisch-Katholische, Römisch-Katholische und Protestanten), Muslime (Sunniten und Schiiten) sowie Drusen. Fast alle Juden haben Beirut seit 1975 verlassen.
Der genaue Anteil der Konfessionen der Bevölkerung ist unbekannt, weil die Konfessionszugehörigkeit der Einwohner zuletzt 1932 befragt wurde.
50 % waren Christen (davon 30 % Maroniten, gefolgt von Griechisch-Orthodoxen mit 16 %), 50 % Muslime, davon ein Drittel Schiiten. Es ist möglich, dass die Mehrheit der Bevölkerung heute muslimisch ist, darunter viele Schiiten. Im Norden von Beirut wohnen überwiegend Sunniten und Christen. Der Osten Beiruts ist überwiegend von Christen bewohnt, der Westen überwiegend von Sunniten.
Der Süden Beiruts ist überwiegend von Schiiten bewohnt.

## Geschichte
Die früheste Erwähnung der Stadt datiert auf die Mitte des 2. Jahrtausends v. Chr. Beirut war bereits unter den Phöniziern ein bedeutender Stadtstaat, ihr antiker phönizischer Name lautete Be'erot (dt. ‚Brunnen‘ (Plural)). Davon abgeleitet nannten die Griechen die Stadt Βηρυτός (Berytós).
Nach der Eroberung durch die Heere Alexander des Großen gehörte Beirut längere Zeit zum Seleukidenreich. Dessen Herrschaft endete 63 v. Chr. im Zuge der Eroberung der Levante durch die Römer. Pompeius machte das Gebiet, zu dem Beirut gehört, als Syria zu einer Provinz des Römischen Reiches. Während der Römerzeit war die Stadt, die nun als römische Kolonie den Namen Berytus trug, sehr bedeutend und brachte bekannte Juristen hervor, unter anderem Papinian und Ulpian. Die Rechtsschule von Beirut war bis ins 6. Jahrhundert einflussreich.

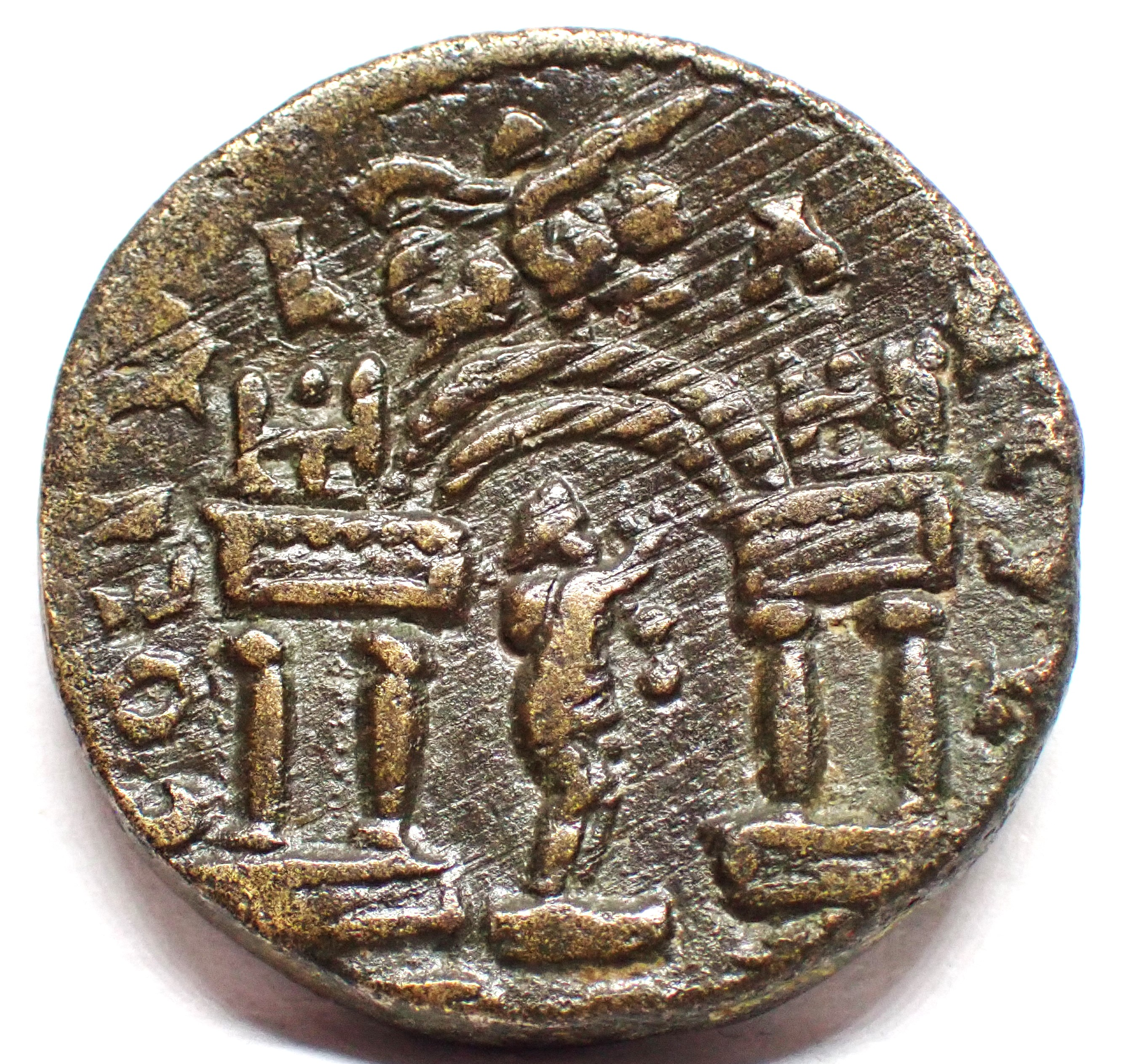
Münze aus Berytus zur Zeit Elagabals mit Tempel oder Stadttor und Silenus in der Mitte

Mindestens bis ins späte 4. Jahrhundert, vermutlich deutlich länger, war Latein die dominierende Sprache Beiruts; damit hob es sich kulturell von seinem Umland ab. Im Jahr 551 zerstörten ein Erdbeben und eine darauf folgende Flutwelle die wohlhabende Stadt.
Im Jahr 635 wurde Beirut von Arabern erobert, die es Bayrut nannten. Die immer noch stark zerstörte Stadt wurde wieder aufgebaut, und der Handel begann erneut zu florieren. Von 1110 bis 1291 befand sich Beirut in der Hand der Kreuzfahrerstaaten. Es wurde wichtig für den Europahandel und hatte innerhalb des Fürstentums Galiläa eigene Vasallen. Nach der Eroberung durch die christlichen Heere fiel Beirut zunächst an Fulko von Guînes; 1166 gab Amalrich I. es als Lehen an Andronikos Komnenos, den späteren byzantinischen Kaiser, der sie jedoch nach dem Bekanntwerden seiner Liebesaffäre mit Königin Theodora von Jerusalem verlassen musste. 1197 wurde Johann I. von Ibelin mit der Stadt belehnt, die zu dem Zeitpunkt stark zerstört war. Nach seinem Tod (1266) fiel sie an seine Tochter Isabella von Beirut. Die Kreuzfahrer errichteten in Beirut auch ein Bistum und erbauten eine Johannes dem Täufer geweihte Kathedrale, die nach 1291 zur Moschee wurde, die die Funktion der Freitagsmoschee Beiruts (bis 2008) erfüllte. 1291 brach das Königreich Jerusalem endgültig zusammen; damit endete die Herrschaft der Kreuzfahrer.
1772 wurde Beirut von einem russischen Geschwader bombardiert. Russische Truppen hielten die Stadt bis 1774 besetzt. Die Chihab übernahmen nach deren Abzug die Macht im Mutesarriflik Libanonberg, das begann, sich wirtschaftlich stark zu entwickeln. Als besonders einträglich erwies sich die Seidenherstellung. 1831 wurde der Libanon von ägyptischen Truppen Muhammad Ali Paschas besetzt. Seine Kontrolle über Beirut endete 1840, als die Flotten Großbritanniens und des Kaisertums Österreich in Jounieh nördlich von Beirut landeten, die Stadt bombardierten und die Ägypter zum Rückzug zwangen. Bechir Chihab II. musste nach Malta und später nach Istanbul ins Exil gehen. Für 1820 wird die Einwohnerzahl auf 6000 bis 8000 Menschen geschätzt.
1836 legte das erste Dampfschiff im Hafen an. Dieser erreichte 1861 ein Handelsvolumen von 1.081.000 Pfund Sterling, wovon 741.000 auf Importe und 340.000 auf Exporte entfielen. Beirut wurde bis in die 1870er Jahre „der mit Abstand modernste und wichtigste Hafen an der syrischen Mittelmeerküste“, schreibt die Islamwissenschaftlerin Gudrun Krämer. Anders als Jaffa konnte Beirut als einziger Hafen der Levante von Dampfschiffen mit 1000 t ab den 1870er Jahren noch direkt angelaufen werden. Regelmäßige Verbindungen nach Marseille und Triest gingen in Betrieb. Während die Stadt bis etwa 1840 auf ein relativ kleines Areal beschränkt war, fand in spätosmanischer Zeit eine Ausdehnung auf Bereiche außerhalb der Stadtmauern statt. Die zunächst lose Bebauung verdichtete sich vor allem entlang der wichtigen Ausfallstraßen nach Tripoli im Norden, Damaskus im Osten und Sidon im Süden. Innerhalb der Stadtmauern wurden unter spätosmanischer Herrschaft zwei Durchgangsstraßen geschaffen. Es kam neben der Ausdehnung nach Süden zu einer Verdichtung in den zentrumsnahen Quartieren.
1841 endete die Ära des Emirats der Familie Chihab. Beirut hatte 15.000 Einwohner. Bereits der drusische Fürst Fachr ad-Dīn II. (1572–1635), Herrscher des Chouf, unterhielt in Beirut eine Winterresidenz, doch blieb Beirut eine mehrheitlich von Sunniten bewohnte Stadt, bis im Bürgerkrieg im Libanongebirge 1860 zahlreiche Christen vor Angriffen der dortigen Drusen nach Beirut flohen. Dies bot dem Zweiten Französischen Kaiserreich einen Vorwand zur militärischen Intervention; Frankreich gab vor, die Christen des Libanon schützen zu wollen. Viele Libanesen wanderten bald auch ins Ausland aus, nach Lateinamerika und Subsahara-Afrika, wo z. B. die Goldküste viele Libanesen und Syrer anzog. Rückkehrer aus der libanesischen Diaspora bereicherten ihrerseits später das kulturelle und wirtschaftliche Leben von Beirut. Der Anteil der griechisch-orthodoxen Christen nahm deutlich zu.
1863 eröffnete die Compagnie impériale ottomane de la Route Beyrouth-Damas nach vierjähriger Bauzeit die 112 km lange Straße, die die nunmehr 60.000 Einwohner zählende Stadt mit Damaskus verband. Für ihren Betrieb erwarb sie eine 50-jährige Konzession. Im 1868 gegründeten Gemeinderat nahmen die Bayhum, Qabbani oder Dana Einsitz. Um 1880 hatte Beirut geschätzte 90.000 Einwohner, die Zahl sollte auf 120.000 zu Beginn des Ersten Weltkrieges ansteigen. 1888 wurde die osmanische Provinz Beirut ein Vilâyet Syriens, das ebenfalls der osmanischen Herrschaft unterstand und die Sandschaks Latakia, Tripolis und Akkon umfasste. Ab 1888 war Beirut die Hauptstadt. 1895 ging die Libanonbahn, auf der neunstündigen Strecke Beirut-Damaskus, in Betrieb, die Wilhelm II. 1898 auf seiner Palästinareise nahm. Das Wasser des Nahr al-Kalb wurde nach Beirut geleitet, eine öffentliche Gasbeleuchtung eingerichtet. Unter dem osmanischen Sultan Abdülhamid II. entstanden vor allem in den südlichen Stadtteilen mit sunnitischer und gemischter Bevölkerung 28 Karakole, osmanische Polizeiposten. Gabriel Charmes beschrieb im Reisebericht Voyage en Syrie 1891 eine Stadt, die sich rasant veränderte.

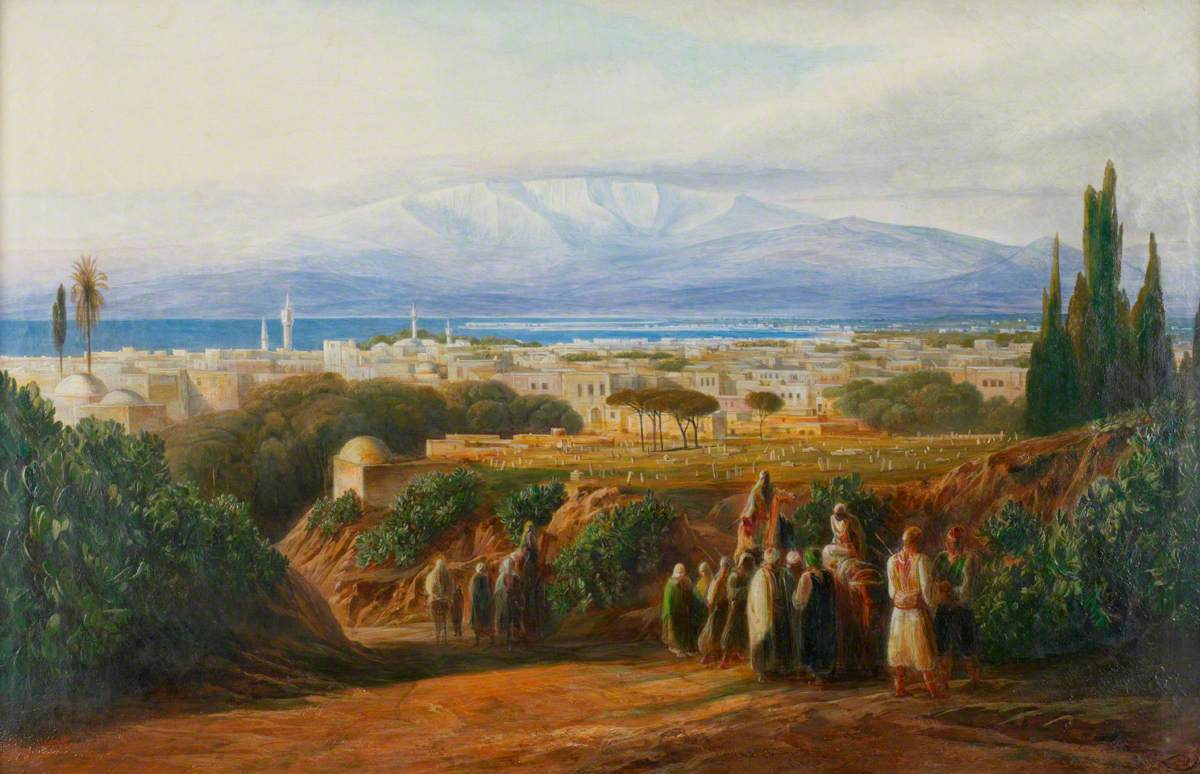
Edward Lear: View of Beirut, ca. 1861, Öl auf Leinwand, 45,3 × 69,3 cm, British Government Art Collection

Beirut galt als Paris des Orients, auch und vor allem wegen der freizügig ausgelegten gesellschaftlichen Moralvorstellungen, wovon der Schriftsteller Gustave Flaubert der Nachwelt einen anschaulichen Bericht hinterlassen hat. Neben zahlreichen Orten des Konsums und der Vergnügung, wozu auch ein ausgedehnter Rotlichtbezirk zählte, besaß Beirut ab 1846 das Osmanische Militärkrankenhaus, ab Mitte der 1860er Jahre die Fotostudios von Tancrède Dumas, Félix Bonfils und George Saboungi, ab 1867 das Deutsche Johanniterspital und ab 1871 mehrere Kliniken und Apotheken auf westlichem Niveau mit einheimischen Ärzten, etwa am 1878 gegründeten griechisch-orthodoxen Saint-George-Hospital, sowie zwei Eliteschulen, das 1866 gegründete Syrian Protestant College und das 1875 gegründete Jesuitenkolleg Université Saint-Joseph. 1878 entstand die muslimische Wohltätigkeitsgesellschaft Maqasid. Emile Sursock gründete 1880 eine Mädchenschule. Das Syrian Protestant College, das später zur Amerikanischen Universität Beirut (AUB) wurde, belegte ein 25 Hektar großes Gelände mit Museen, Sportanlagen, botanischem Garten, Vogelschutzgebiet und Privatstrand jenseits der Corniche. Ab 1908 bedienten zwei Tramlinien die verschiedenen Stadtteile.

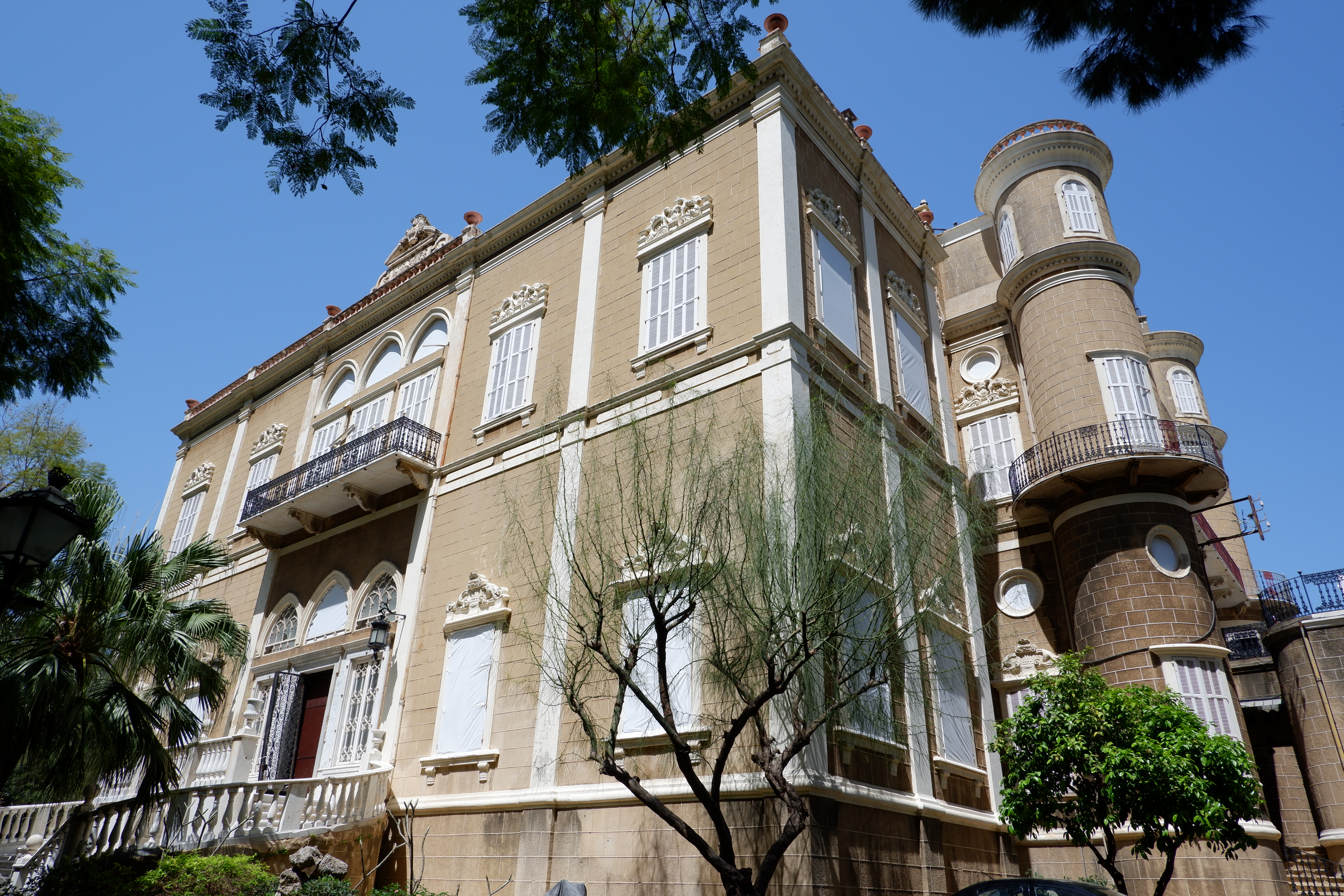
Der Palast der Familie Sursock im Stadtteil Aschrafiyya von 1870, Sitz des heutigen Sursock-Museums (2020)

Bonfils: Panorama von Beirut im letzten Drittel des 19. Jahrhunderts

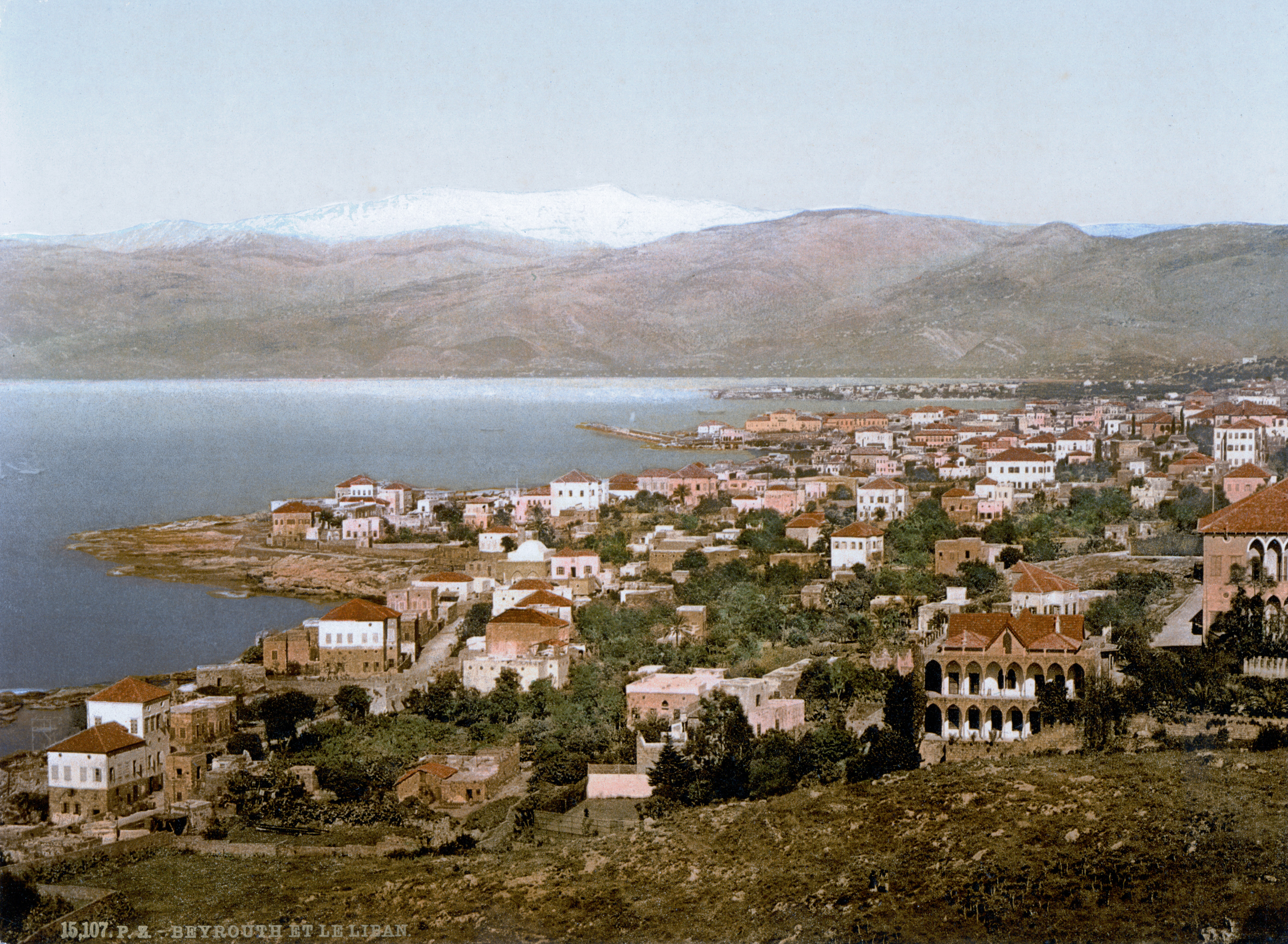
Beirut, 1890 bis 1905, anonymer Autor, koloriert von Photoglob, Zürich

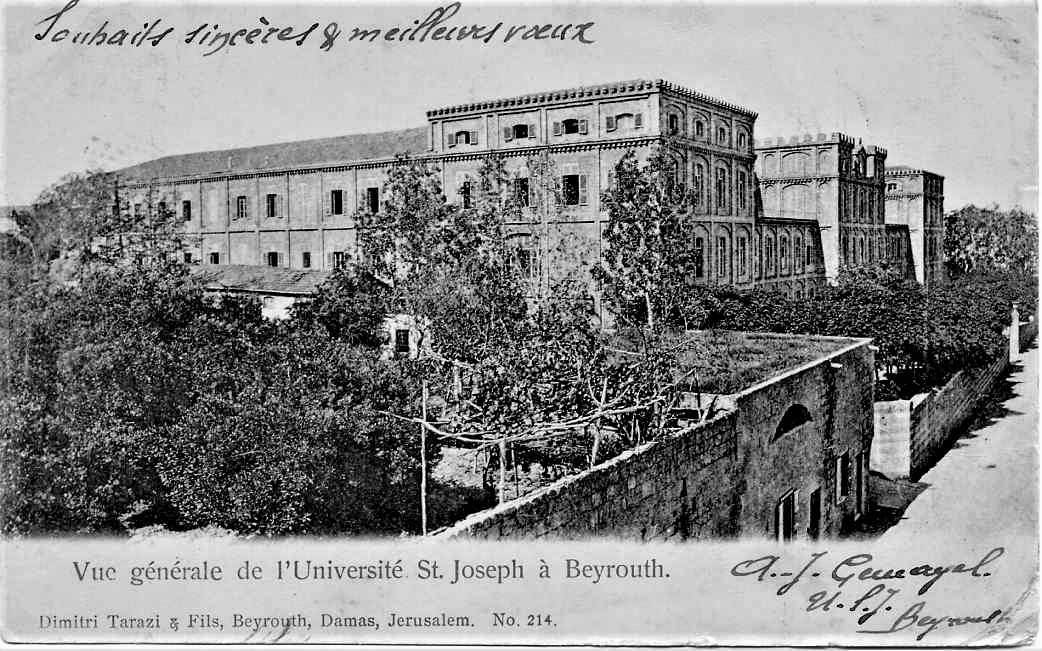
Université Saint-Joseph, Aufnahme von Dimitri Tarazi & Fils, Beirut, Damaskus und Jerusalem (1905)

Neben westlichen Einflüssen machte sich im Zuge der Nahda, der „arabischen Renaissance“, ein wachsendes arabisches Nationalbewusstsein bemerkbar. 1868 eröffnete Butrus al-Bustani in Beirut die „Nationale Schule“, Al-Madrasa al-Wataniya, die bis 1876 in Betrieb war, und gab die Zeitschrift al-Dschinan heraus. Um der osmanischen Zensur zu entgehen, wanderten viele Autoren und Verleger nach Kairo ab. So wurde zwar die Zeitschrift Al-Muqtataf 1876 in Beirut gegründet, erschien dann aber bis 1952 in Kairo, und die maronitischen Brüder Salim und Bishara Takla waren die Gründer der großen ägyptischen Zeitung al-Ahram in Alexandria. Dschurdschī Zaidān entfloh 1882 dem Antidarwinismus der AUB nach Kairo. 1895 eröffnete die sunnitische Eliteschule Collège ottoman. Die höhere Schule für Kunstgewerbe und Handwerk, eine École des Arts et Métiers (Maktab al-Sana'i), ergänzte ab 1907 das Bildungsangebot.

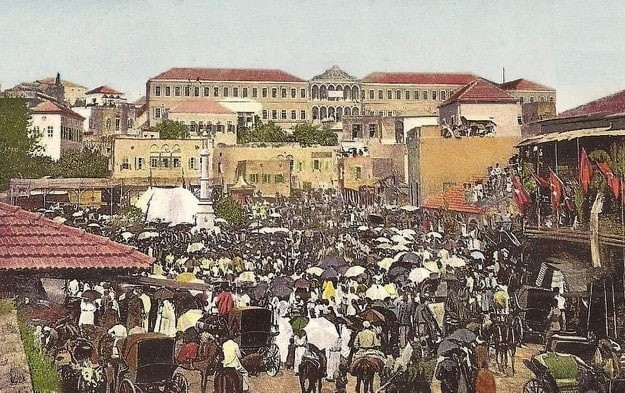
Das osmanische Beirut um 1900 mit dem Grand Serail im Hintergrund

Mit der Revolution der Jungtürken 1908 entstand auch in Beirut eine Vertretung des Komitees für Einheit und Fortschritt. 1909 forderte die zugleich in Beirut und Kairo gegründete Alliance libanaise ein Autonomiestatut für den Libanonberg und meldete Ansprüche auf die Bekaa-Ebene an. Die Revolution enttäuschte Hoffnungen und Erwartungen, wie am 16. August 1911 US-Generalkonsul Stanley Hollis nach Washington übermittelte. Ende Dezember 1912 fanden mit Förderung des Wālī Adhem Bey erste muslimisch-christliche Gespräche statt. Im Reformkomitee nahmen auch zwei Juden und zwei Protestanten Einsitz. Sie forderten Dezentralisierung, Arabisch als Amtssprache und die Verkürzung des Militärdienstes auf zwei Jahre. Adhem wurde durch Hazim Bey ersetzt, Istanbul erzwang am 8. April 1913 die Auflösung des Komitees. Die Bevölkerung reagierte mit einem Generalstreik. 1914 hatte Beirut 120.000 Einwohner. Ihre Forderungen wurden auch mit den von Cemal Pascha angeordneten öffentlichen Erhängungen von 21 arabischen Politikern in Beirut und Damaskus vom Mai 1916 nicht zurückhaltender. 1915–1916 wurde das Casino Résidence des Pins errichtet, das im Ersten Weltkrieg als osmanisches Militärkrankenhaus diente.
1912 versenkte die italienische Marine in der Seeschlacht von Beirut osmanische Schiffe. Im Februar 1912 wurde Beirut von Italien bombardiert, was zur Entsendung der französischen Marine führte. 1915 bombardierten Italiener Beirut erneut. Nicht immer waren sie mit bösen Absichten gekommen: Der italienische Konsul E. de Gubernatis schrieb schon 1896 klagend nach Rom: „Viele italienische Arbeiter kommen von Smyrna und anderen Orten in der Türkei, in der Hoffnung, Arbeit im Eisenbahnbau zu finden, stattdessen müssen sie enttäuscht umkehren oder entscheiden sich für die Straße, ohne Arbeit und völlig mittellos.“ Der Konsul äußerte sich bitter wegen der unter Italienern verbreiteten Annahme, es gebe für sie viele Arbeitsmöglichkeiten in der Levante. Jene Italiener, die blieben, arbeiteten zu Tiefstlöhnen in der Bekaa-Ebene oder auf dem Libanonberg. Im Eisenbahnbau wurden hingegen nur lokale Arbeiter angestellt.
Beirut wurde 1915–1918 einer der wichtigsten Zufluchtsorte für Überlebende des Völkermords an den syrischen Christen. Mit dem Zusammenbruch des Osmanischen Reiches nach dem Krieg fiel Beirut als Teil eines Völkerbundmandates an die Franzosen, deren Hochkommissar der Levante in die Résidence des Pins einzog und sie 1921 für Frankreich kaufte. 1921 fand die Foire internationale de Beyrouth statt. Hauptsächlich die maronitische Bevölkerung schickte sich an, eine Mittelschichtsgesellschaft zu werden, während verarmte Schiiten vom Land in die südlichen Vororte, die sogenannte dahiye, zogen.
Am 1. September 1920 wurde in der Résidence des Pins von General Henri Gouraud im Beisein des maronitischen Patriarchen Elias Hoyek und des sunnitischen Mufti Moustapha Naja der sogenannte Großlibanon ausgerufen. Am 23. Mai 1926 wurde eine auf Interessenausgleich ausgelegte Verfassung nach dem Vorbild der Dritten Französischen Republik eingesetzt: Der Anerkennung der arabité des Libanon im Interesse der Muslime entsprach der Verzicht auf den syrischen Irredentismus im Interesse der Christen. 1932 fand die zweite und bis heute letzte Volkszählung statt, die im Großlibanon eine Mehrheit von 51,2 % Christen feststellte und darauf basierend die politische Machtverteilung vornahm, das bis in die Gegenwart gültige System des Confessionnalisme. Anbara Salam (1897–1986) legte 1927 als erste Frau aus der sunnitischen Oberschicht in einer Rede öffentlich das Kopftuch ab.
Das Krankenhaus Hôtel-Dieu de France wurde errichtet. Seit 1910 arbeitete der Gaslampenunternehmer César Debbas emsig daran, in Beirut den gleichen Eindruck zu bewirken, den die Beleuchtung der Weltausstellung von Paris 1900 bei ihm hinterlassen hatte. Was zunächst in der Rue Damas und Rue Gouraud gelang, wurde im Herbst 1923 mit der Elektrifizierung in ganz Beirut Realität. Der Plan Danger von 1932 legte Vorschläge für eine Stadtverschönerung vor. Als Erfolg in dieser Hinsicht galt die Eröffnung des luxuriösen Hôtel Saint-Georges der Société des grands hôtels du Levant im Jahr 1932. 1933 gründete der Journalist Jibran Tuéni (1895–1947) die Zeitung Al-Nahâr und forderte, wie der Historiker Bernard Heyberger schreibt, dass die Christen nicht nur nach Sicherheit und Wohlstand streben, sondern auch ihre Minderheitenmentalität („logique minoritaire“) hinter sich lassen müssten, was, wie Tuéni argumentierte, nur möglich sein würde, wenn sie ihre mit dem Muslimen geteilte arabische Identität anerkannten.
Von der Landung der Frossula, eines Schiffes mit 658 jüdischen Flüchtlingen aus der Tschechoslowakei im Juli 1939, wollten viele Beirutis nichts wissen und demonstrierten für dessen Verbleib auf See. Nur einige kranke Menschen erhielten humanitäre Aufnahme in Quarantäne. Für die Kosten musste die jüdische Gemeinde Beiruts aufkommen. Doch sprach sich auch ein Bericht der Alliance Israélite Universelle am 27. Juli 1939 dafür aus, dass keiner dieser „Unglücklichen“ im Land bleiben dürfe. Wer den öffentlichen Finanzen nicht zur Last fiel, war willkommen. Samir Kassir zufolge waren Architekten, die in Tel Aviv die „weisse Stadt“ verwirklichten, auch in Beirut tätig, ein jüdisches Orchester aus Palästina spielte auf, jüdische Studenten reisten an.
1941 besuchte Charles de Gaulle Beirut. Hier erschien die gaullistische Zeitung En route des Freien Frankreichs, für die der Istanbuler Überlebende Diran Ajemian (1903–1991) die Karikaturen der Serie La Quinzaine de Diran zeichnete. Charles de Gaulle residierte standesgemäß in der Résidence des Pins. 1942 ging die Bahnstrecke Haifa–Beirut–Tripoli in Betrieb. 1943 folgte mit dem Plan Michel Écochard ein zweiter Entwicklungs- und Abrissplan für Beirut. Beirut entwickelte sich abseits des weltweiten Kriegsgeschehens wirtschaftlich dynamisch. Am 22. November 1943 erlangte der Libanon die Unabhängigkeit. Ab 1945 wurden die Pläne Écochards umgesetzt. 1949 scheiterte ein Putsch der Syrischen Sozialen Nationalistischen Partei (SSNP). Irakische Christen schickten ihre Kinder beispielsweise an das Middle East College der Adventisten. Die Eisenbahn verband Beirut mit Bagdad. Auch das arabische Bürgertum aus Ländern mit Verstaatlichungen, wie Ägypten unter Gamal Abdel Nasser, fühlte sich von der libanesischen Freihandelspolitik und dem Bankgeheimnisgesetz von 1956 angezogen, was Beirut zu einem internationalen Finanzplatz machte. Die privatwirtschaftliche Banque de Syrie et du Liban übertrug 1963 die Verantwortung für die Bankenaufsicht und die Ausgabe des Libanesischen Pfunds an die neu gegründete Banque du Liban.

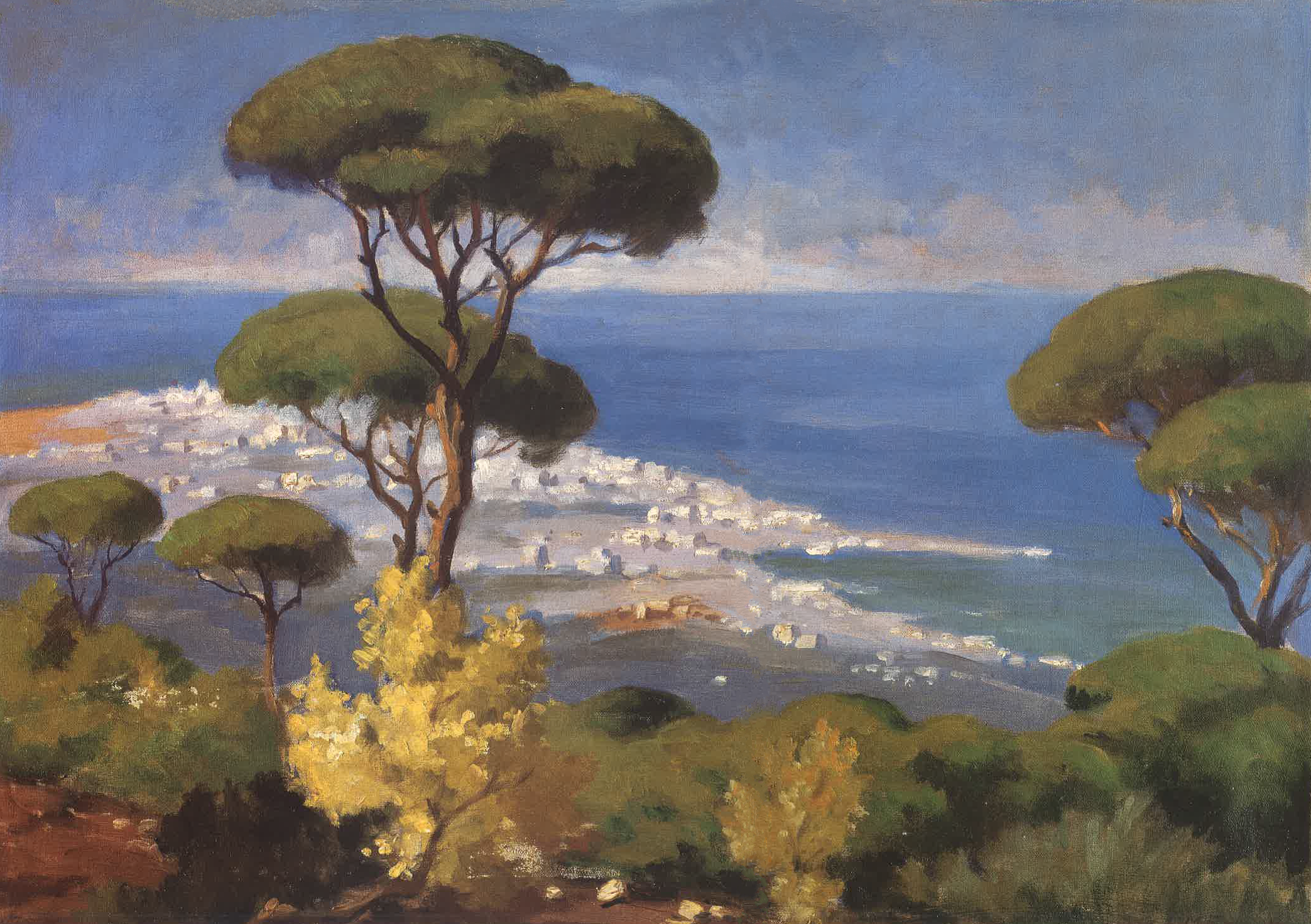
Moustafa Farroukh: Ansicht von Beirut, ca. 1952, Öl auf Leinwand, 42 × 58 cm, Sursock-Museum, Beirut

Der Palästinakrieg und die davon ausgelöste Nakba bewirkte 1948 und 1949 einen starken Zuzug von Palästinensern in die Flüchtlingslager Burj al-Barajnah, Sabra-Chatila, Mar Elias, Jisr el-Pacha, Tell ez-Zaatar und Dbaye rund um Beirut. Die Libanonkrise 1958 führte zur Landung US-amerikanischer Truppen in Beirut. Auf die Krise folgte die Phase des Chéhabisme unter Fouad Chéhab bis 1964. Vor 1975 war die Innenstadt Beiruts ein Handels- und gesamtarabisches Vergnügungszentrum und ein interkonfessioneller Treffpunkt für Begegnung und friedliche Koexistenz. Die Geschäfte im Kit Kat, in der Bar Tabou, im Nachtclub Le Corsaire oder in den Caves du Roy liefen gut. Auch das Orchester und Cabaret des Hotel Normandy sicherten dem „König der Nacht“, dem Hotelunternehmer (Hotel Palm Beach, Hotel Excelsior) und Orchesterleiter Jean-Prosper Gay-Para (1914–2003), ein gutes Einkommen. Der Architekt und Designer Khalil Khoury verwirklichte hier mit dem Showroom Interdesign von 1975 international vertretene Ideen einer Architektur in Sichtbetonbauweise, dem Brutalismus. Der Historiker Kamal Salibi meinte 1976, der Libanon sei „ein offenes Forum [...] das Land aller Araber“ gewesen, „das einzige Land, wo ein Araber, woher er auch kam, sich vollkommen zuhause fühlen konnte“. Der Libanon wurde als die Schweiz des Nahen Ostens bezeichnet. Anders als dort, konnte hier aber das freizügige Al-Schabaka erscheinen.

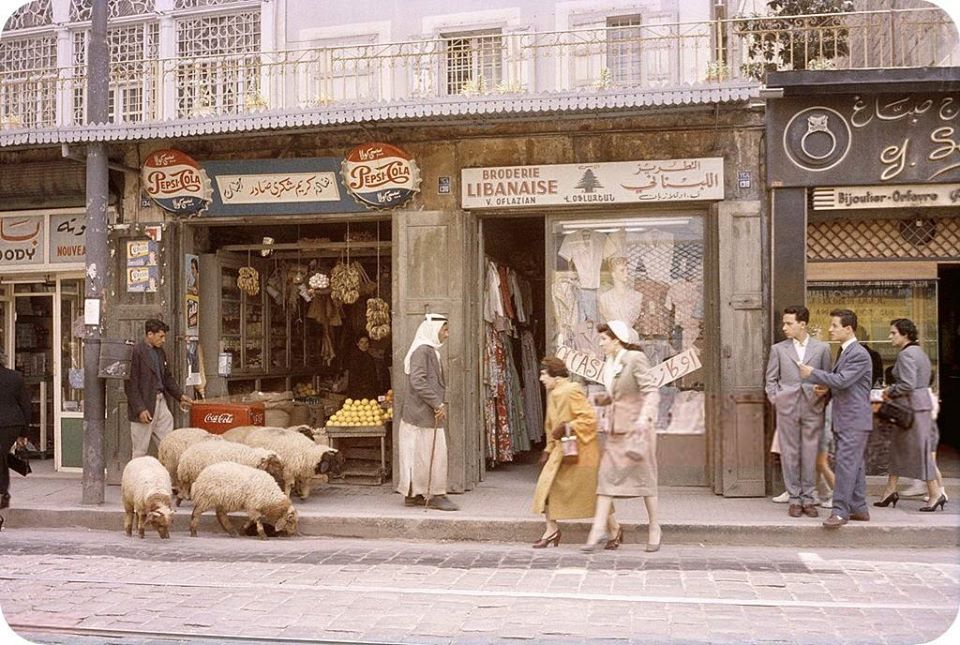
Menschen unterschiedlicher sozialer Herkunft in Beirut, 1958

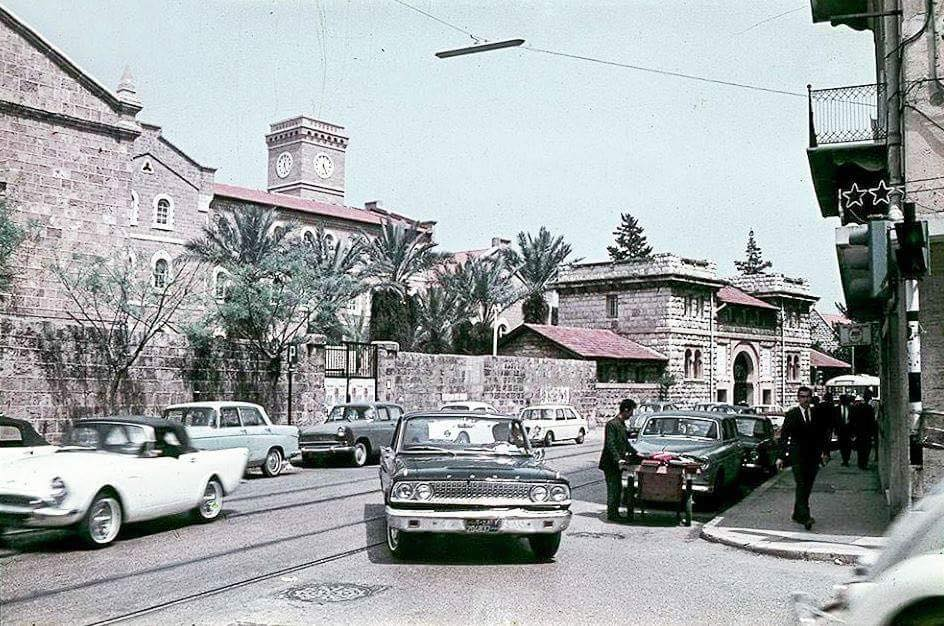
Die Rue Bliss und der Haupteingang der American University (1966)

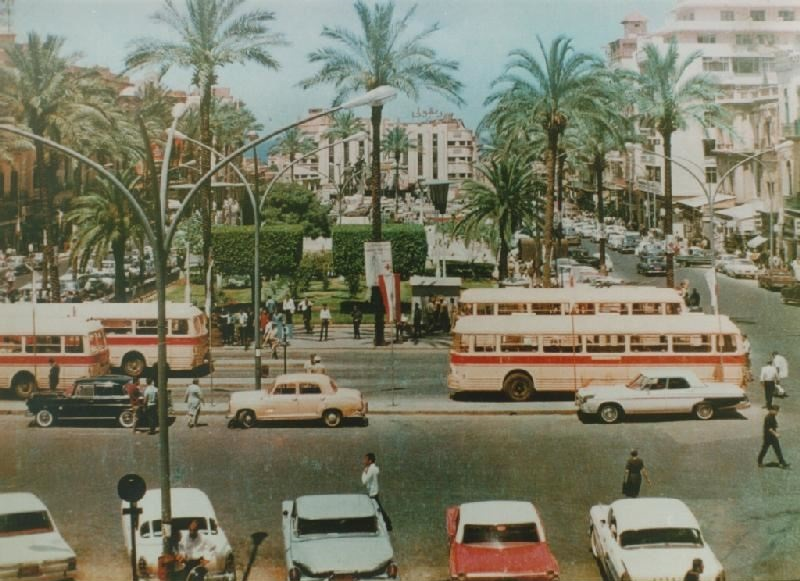
Der Märtyer-Platz um 1970

1972 wurde der palästinensische Schriftsteller und Aktivist Ghassan Kanafani vom israelischen Geheimdienst Mossad mithilfe einer Autobombe in Beirut ermordet. Als Folge des Jordanischen Bürgerkriegs siedelte 1971 die politische Führung der Palästinenser nach Beirut über und veränderte das labile Kräfteverhältnis im Land. Während des Libanesischen Bürgerkriegs von April 1975 bis Oktober 1990, von den Libanesen als „die Ereignisse“ bezeichnet, wurden die Innenstadt und der Hoteldistrikt stark zerstört. Bereits mit der israelischen Operation Litani 1978 kamen viele vertriebene Südlibanesen nach Beirut. Die Kriminalität nahm zu. Die Frontlinie zog sich mitten durch das Zentrum und trennte einen muslimischen Westen vom christlichen Osten. Im Juni 1982 begann Israel die „Operation Frieden in Galiläa“. West-Beirut wurde im Libanonfeldzug von israelischen Truppen zehn Wochen lang belagert und beschossen. Dabei beschossen sie auch die einst von den Sassoon gestiftete Synagoge von Wadi Abou Jamil. Die jüdische Bevölkerung flüchtete nach Ost-Beirut und Junie.
Im Bund mit den maronitischen Forces Libanaises von Bachir Gemayel zwang es die Palästinensische Befreiungsorganisation (PLO) und 15.000 Fedajin vom 21. August bis 1. September 1982 zum vollständigen Abzug nach Tunesien, Jordanien, Algerien, in den Irak, den Jemen und den Sudan. Der Abzug fand durch die Vermittlung des US-Diplomaten Philip Habib unter Aufsicht einer multinationalen Schutztruppe statt. Im September 1982 ereignete sich unter logistischer Mithilfe des israelischen Militärs das Massaker von Sabra und Schatila, nach Darstellung der Phalange (Kata’ib) als Vergeltung für die Tötung Bachir Gemayels.
Ab Juni 1976 befanden sich syrische Streitkräfte im Libanon und kontrollierten 1981 die Nordhälfte des Landes ausschließlich der Region von Jounieh, aber einschließlich Beirut. Am 17. September 1983 beschoss die US Navy erstmals ihre Stellungen bei Beirut. Am 18. April 1983 starben bei der US-Botschaft 64 Menschen durch eine Autobombe. Die multinationale Friedenstruppe verließ 1983 Libanon, nachdem am 23. Oktober 1983 bei zwei Bombenanschlägen auf die multinationalen Hauptquartiere Frankreichs und der USA, die von einer Hisbollah-Gruppe beansprucht wurden, 241 US-Soldaten und 58 französische Fallschirmspringer getötet worden waren. 1985 richtete Israel eine Schutzzone im Vorfeld der israelischen Grenze ein. Bei einem Autobombenanschlag am 8. März 1985, der dem schiitischen geistlichen Führer Scheich Muhammad Hussein Fadlallah galt, wurden 80 Menschen getötet und 256 verletzt. In den ersten Kriegswochen wurde die Innenstadt bei zermürbenden Straßenkämpfen stark zerstört; sie verfiel im Laufe der Jahre und Kampfhandlungen zu einer Brachfläche und verwandelte sich in ein unpassierbares Niemandsland, kontrolliert von Milizen und Scharfschützen. Die Topographie Beiruts – die Innenstadt liegt in einer Mulde – begünstigte, dass man Kämpfe in der Innenstadt von anderen Stadtteilen aus beobachten konnte.

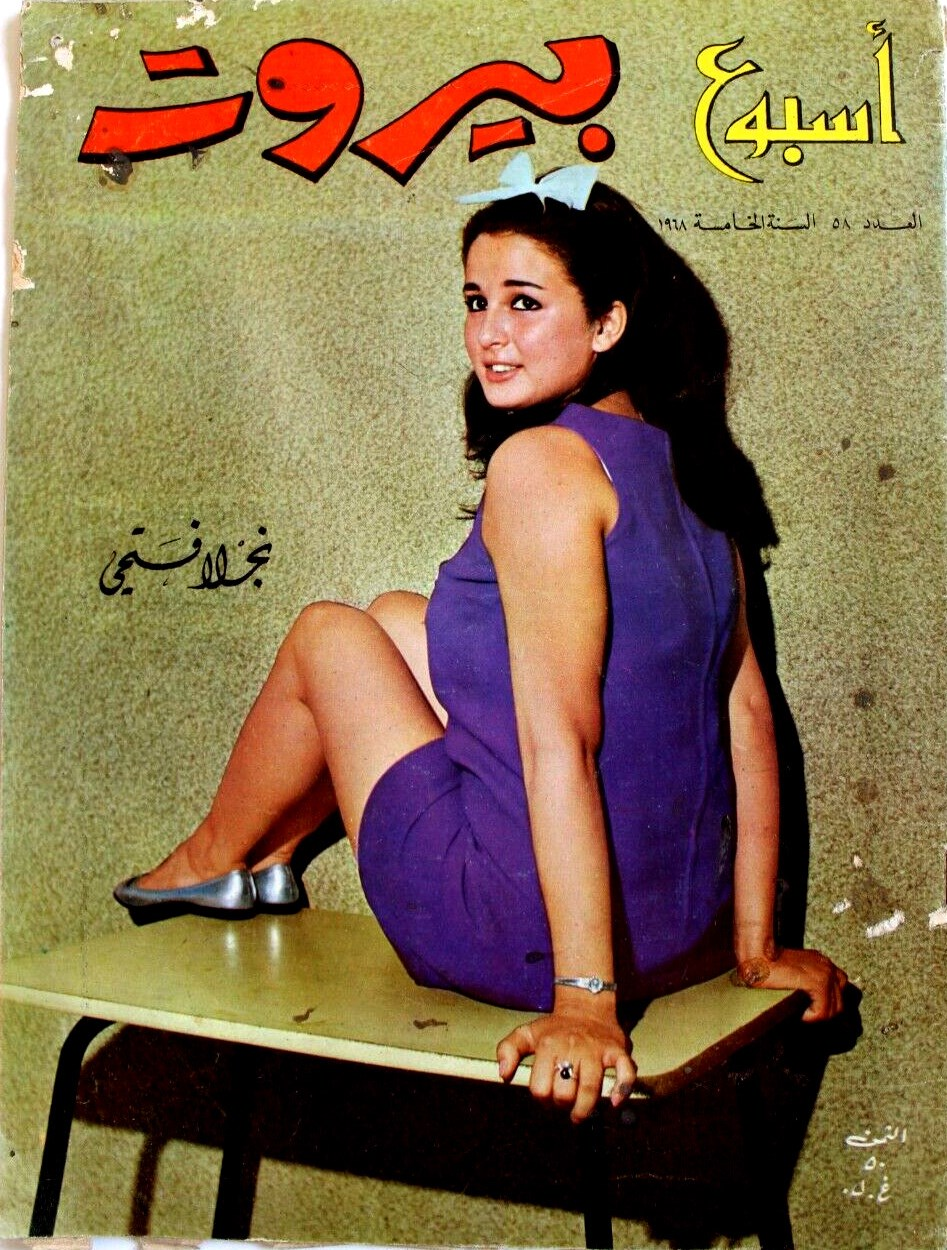
Freizügiges Beirut im Jahr des Mai 68, die Schauspielerin Naglaa Fathi auf dem Cover des Ousbouh Beirut Magazine, 1968

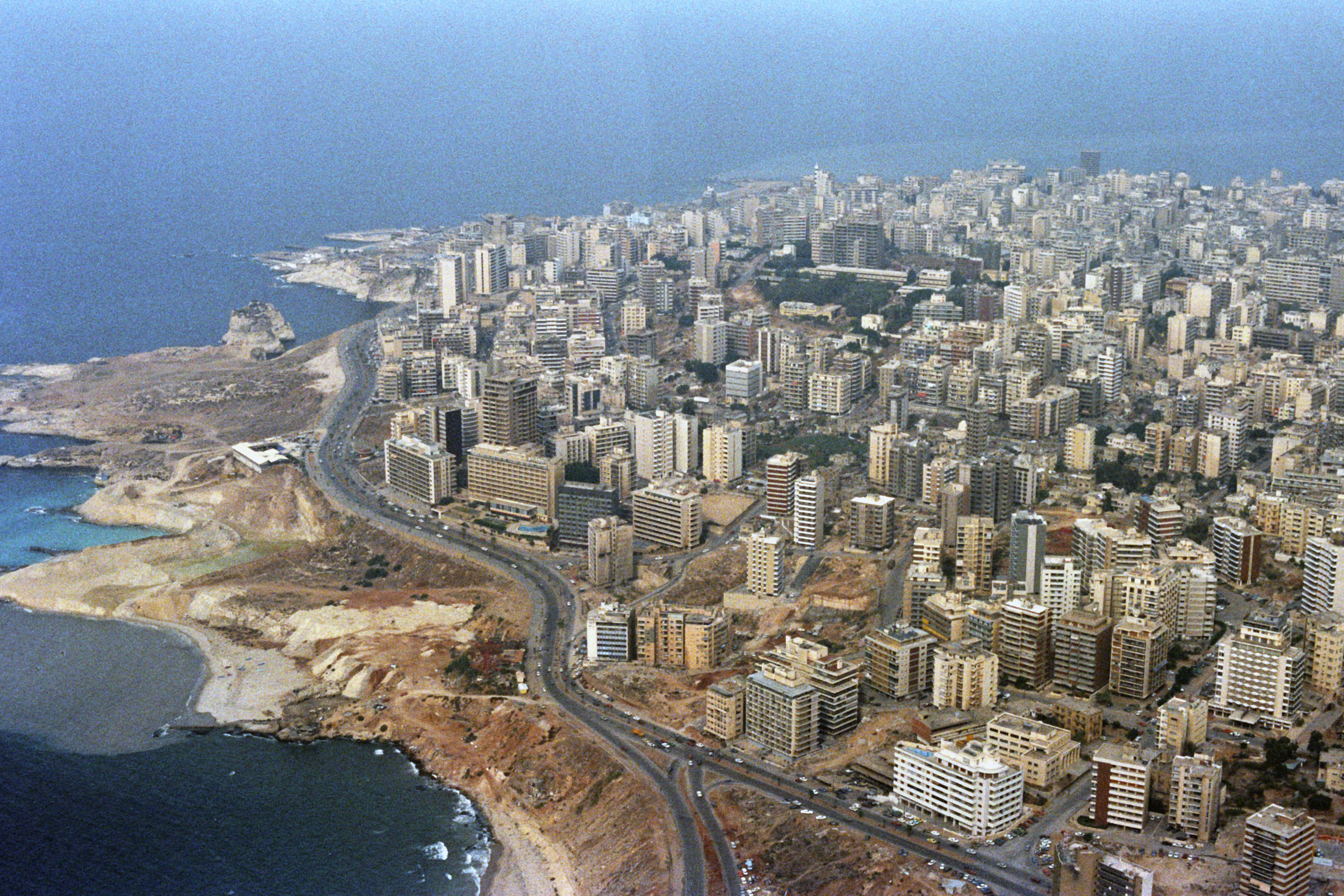
Das überwiegend muslimische West-Beirut im April 1983

Während der 16 Jahre des Bürgerkriegs gab es zahlreiche Friedensbemühungen sowie kurze und längere Feuerpausen. Die Kämpfe und somit die gravierendsten Zerstörungen ereigneten sich im Stadtzentrum und entlang der Demarkationslinie („Green Line“), die West- und Ost-Beirut trennte. Die multikonfessionellen Wohnviertel entmischten sich und wurden fortan von nur einer Religionsgruppe dominiert. In den Jahren des Krieges verblasste die Erinnerung an die Beiruter Innenstadt und die Viertel jenseits der Demarkationslinie. Es entstanden neue öffentliche Räume, z. B. neue Handelsplätze, auf beiden Seiten, jedoch ohne Anbindung an die jeweils andere Seite. Im Oktober 1990 endete der Bürgerkrieg.
Für den Wiederaufbau des Stadtzentrums, des sogenannten Beirut Central District (BCD), wurde 1994, nach dem Friedensabkommen von Taif, die private, als Aktiengesellschaft organisierte Wiederaufbaugesellschaft Solidere von Rafiq al-Hariri gegründet. Solidere steht für Société libanaise pour le développement et la reconstruction du centre-ville de Beyrouth (dt. Libanesische Gesellschaft für die Entwicklung und den Wiederaufbau des Stadtzentrums von Beirut). Neben Solidere war der 1977 gegründete gesamtstaatliche Wiederaufbaurat (Council for Development and Reconstruction, CDR) die wichtigste Institution im Wiederaufbau. Mit Studien beauftragt wurde das damals größte Büro im Nahen Osten, Dar al-Handasah. Kritik von Intellektuellen und vielen der über 40.000 Eigentümer in den betroffenen Stadtgebieten beeinflussten den Masterplan von 1994 kaum.
Vor Beginn des Wiederaufbaus wurden Grundstückseigentümer innerhalb des BCD enteignet und mit Anteilen an der Firma Solidere entschädigt. Aufgrund der schlechten Wirtschaftslage im Nachkriegs-Libanon verkauften die meisten entschädigten Alteigentümer ihre Anteile wieder an Solidere. Flüchtlinge, die während des Krieges leer stehende Gebäude der Innenstadt besetzt hatten, erhielten je nach Verhandlungsgeschick unterschiedlich hohe Entschädigungszahlungen und räumten so nach und nach die Gebäude. Dies führte zu einer Art Privatisierung der Innenstadt – und zog zahlreiche Proteste nach sich, weil Teile der Bevölkerung sich mit den Wiederaufbauplänen für die Innenstadt nicht identifizieren konnten. Diese umfassen ein 180 Hektar großes Areal und konzentrieren sich ausschließlich auf die Innenstadt und 60 Hektar aufgeschütteten Meeresgrunds. Die Zerstörung entlang der ehemaligen Demarkationslinie außerhalb des BCD oder einzelne punktuelle Zerstörungen in der restlichen Stadt werden von den Wiederaufbauplänen von Solidere nicht berücksichtigt. Nicht zuletzt aus Prestigegründen wurden für einzelne Projekte internationale Realisierungs- und Ideenwettbewerbe veranstaltet. Die Aufgabe von Solidere bestand dabei von Anfang in der Organisation und Neustrukturierung der gesamten Infrastruktur des Areals der Innenstadt. Zugleich hatte Solidere die Entscheidungsgewalt darüber, was gebaut werden sollte oder was abgerissen werden konnte. Der Bürgerkrieg führte neben materieller Zerstörung zu umfangreichen Vertreibungen, die eine verstärkte religiöse Segregation der Stadt entlang der „Green Line“ zur Folge hatte, die jetzt nicht rückgängig gemacht wurde. Die religiöse Entmischung hatte auch im Jahr 2004, zehn Jahre nach Gründung der Solidere, weiterhin Bestand.

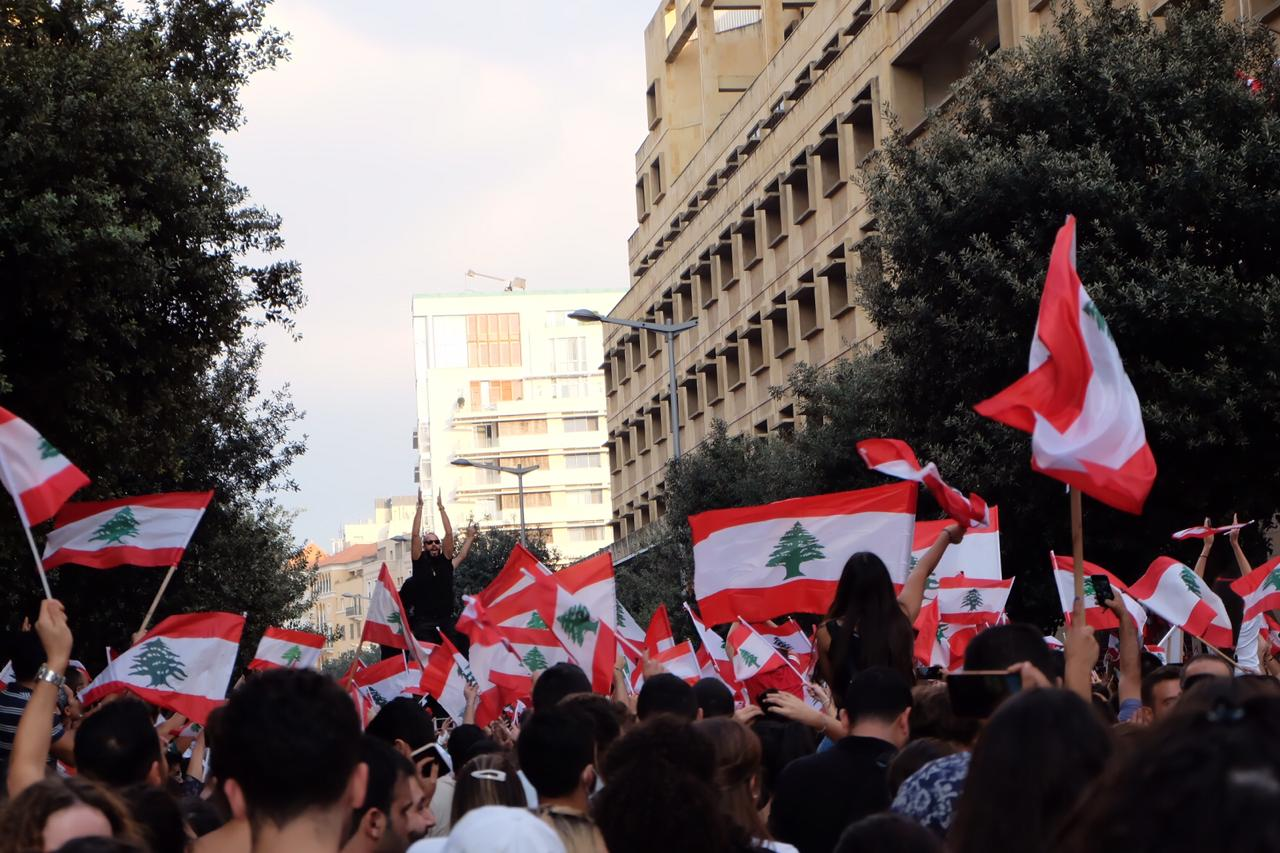
Beirut, Proteste im Jahr 2019

2001 fand ein Gipfel der Staatschefs der Arabischen Liga in Beirut statt. 2003 war die Stadt Austragungsort des Sommet de la francophonie. Ebenfalls 2003 begannen auf Initiative von Rafiq al-Hariri die Bauarbeiten für die sunnitische Mohammed-al-Amin-Moschee, die 2007 fertig gestellt wurde. Beim Attentat auf Hariri am 14. Februar 2005 starben in Beirut außer ihm selbst 22 Menschen. Hunderttausende mehrheitlich junge Demonstranten gingen vom 8. bis 14. März 2005 bei pro- und anti-syrischen Demonstrationen auf die Straße und besetzten den Märtyrer-Platz, die Ereignisse wurden als „Frühling von Beirut“ bezeichnet. Im April 2005 endeten 29 Jahre syrische Militärpräsenz im Libanon mit dem Abzug von 14.000 Soldaten. Am 2. Juni 2005 wurde der Journalist und Oppositionelle Samir Kassir in Beirut ermordet. Am 13. Juli 2006 griff Israel im Verlauf des Libanonkrieges 2006 den Flughafen Beirut an. Bei diesem und weiteren Luftangriffen wurden 1300 libanesische Zivilisten getötet; Stadtteile (vor allem im Süden Beiruts), Verkehrswege und Infrastruktur wurden beschädigt oder zerstört. Bei Terroranschlägen am 12. November 2015 wurden mehr als 40 Menschen getötet. Zu den Anschlägen bekannte sich der sogenannte Islamische Staat.
Am 4. August 2020 kam es zu einer Katastrophe im Hafen von Beirut, als 2750 Tonnen unsicher gelagertes Ammoniumnitrat explodierten. Dabei gab es 218 Todesopfer und mehr als 6500 Verletzte, es entstanden Schäden in Höhe von mehreren Milliarden Euro. Über 300.000 Menschen waren vorübergehend obdachlos. Das Ereignis verschlimmerte die seit 2019 herrschende Wirtschaftskrise im Libanon.

## Bezirke, Stadtteile und Vororte
Beirut ist in zwölf Bezirke (französisch quartiers) gegliedert, die jeweils in mehrere Stadtteile (secteurs) aufgeteilt sind. Der Hafen von Beirut stellt einen eigenen Bezirk dar. Bekannte Stadtteile sind Hamra im Westen und Gemmayzeh im Osten der Stadt. Das Zentrum der Innenstadt ist auch unter der englischen Bezeichnung „Beirut Central District“ (BCD) bekannt.

### Innenstadt
- Port (Bezirk)

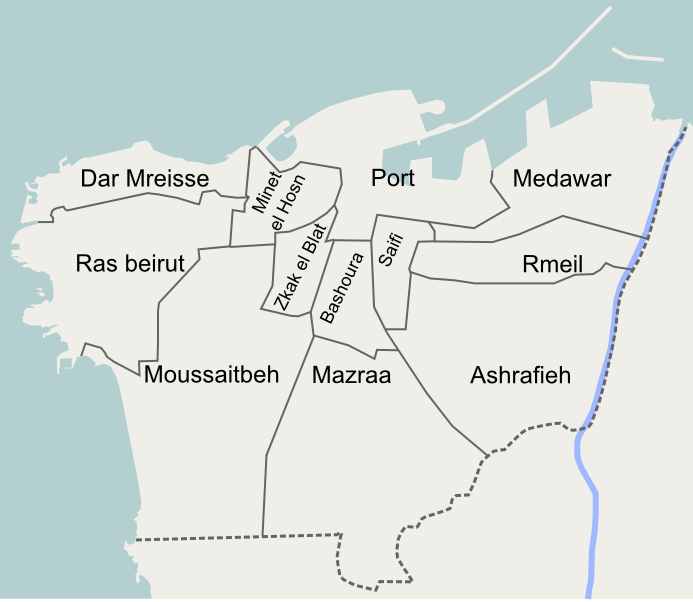
Die 12 Bezirke von Beirut

  - Sāhat an-Nadschma (Platz und Stadtteil; Sektor 11)
  - Majidiye (Sektor 12)
  - Marfa (Sektor 14)
- Minet el-Hosn (Bezirk)
  - Minet el-Hosn (Stadtteil; Sektor 20)
  - Bab Idriss (Sektor 21)
- Zokak el-Blat (Bezirk)
  - Serail (Sektor 23) mit dem Khalil-Gibran-Park
  - Patriarcat (Sektor 24)
- Baschura (Bezirk)
  - Basta-Tahta (Sektor 25)
- Saifi (Bezirk)
  - Gemmayzeh (Sektor 29)

### Außenbezirke
- Dar el-Mreisseh (Bezirk) 
  - Ain el-Mreisseh (Stadtteil; Sektor 30)
  - Jamia (Stadtteil und Sitz der AUB; Sektor 31)
- Ras Beirut (Bezirk)
  - Jounblat (Sektor 32)
  - Hamra (Sektor 34)
  - Koreitem (Sektor 37)
- Moussaitbeh (Bezirk) mit dem Sanayeh-Park
  - Tallet Druze (Sektor 42)
  - Mar Elias (Sektor 47)
- Mazraa (Bezirk) mit dem Park Horsh Beirut
  - Bourj Abi Haidar (Sektor 50)
  - Basta-Faouka (Sektor 51)
  - Tariq el-Jdide (Sektor 56)
- Aschrafiyya (Bezirk)
  - Hôtel-Dieu (Stadtteil und Sitz der Universitätsklinik der USJ; Sektor 64)
- Remeil (Bezirk)
  - Geitawi (Sektor 78)
- Medawar (Bezirk)
  - Mar Mikhael (Sektor 75)

### Vororte
Beiruts Vororte gehören zum Gouvernement Libanonberg
- Bourj Hammoud (Ost)
- Dekwaneh  (Ost)
- Sin el-Fil (Ost)
- Fanar (Libanon) (Ost)
- Dahieh („südliche Vororte“)
  - Ghobeiry
  - Haret Hreik
  - Schatila (z. T. Flüchtlingscamp)
  - Burj el-Barajneh (z. T. Flüchtlingscamp)
- Choueifat (Süd)
- Baabda (Süd)

## Kultur

### Bauwerke

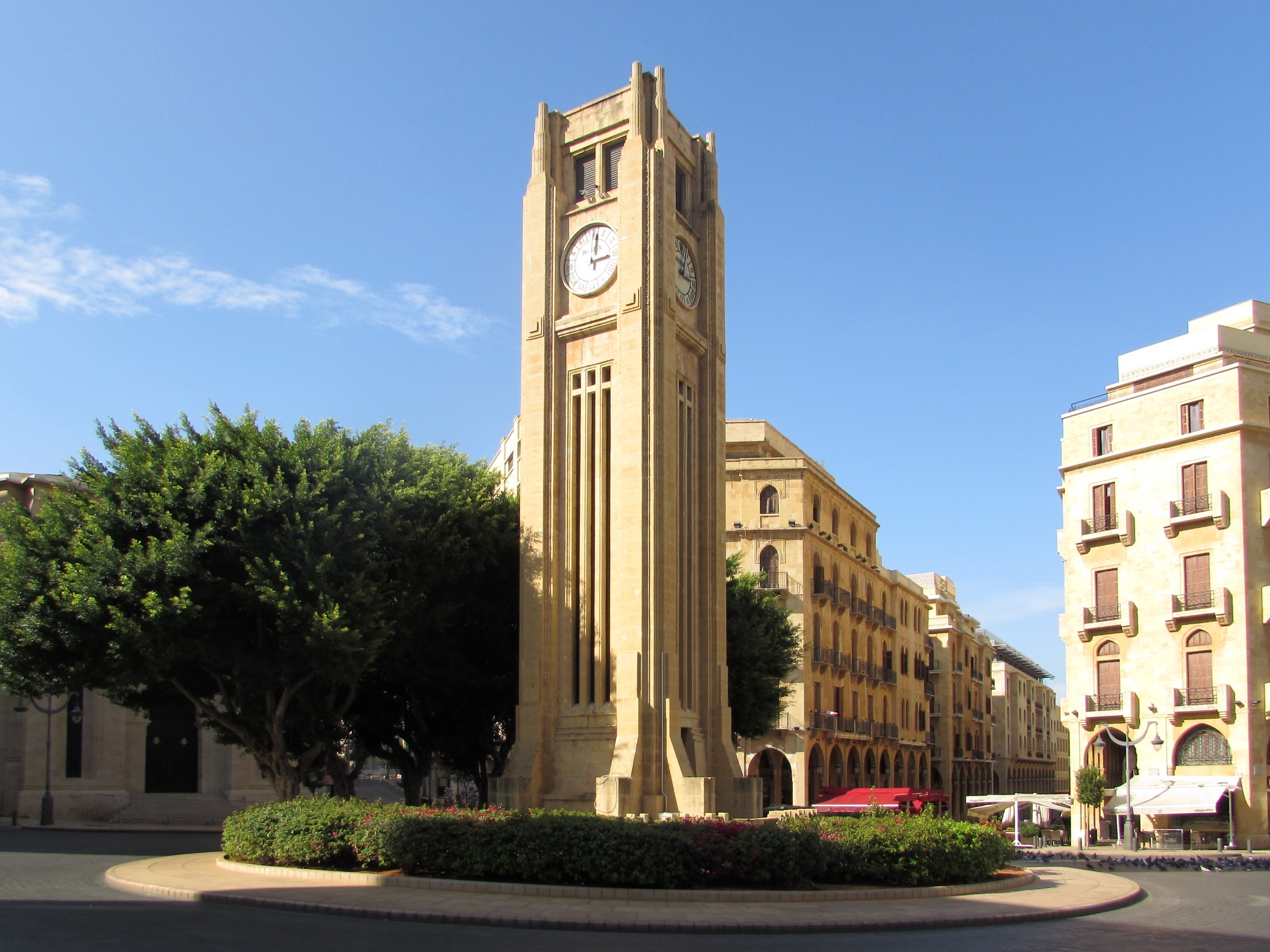
Der Uhrenturm auf dem Sāhat an-Nadschma oder Place de l’Étoile: eines der Wahrzeichen Beiruts

Da in Beirut und dem Libanon viele religiöse Strömungen zusammentreffen, findet man eine große Anzahl bedeutender Sakralbauten. Die Mohammed-al-Amin-Moschee ist eine in den 2000er Jahren neu gebaute sunnitische Moschee. Diese steht unmittelbar Nachbarschaft zur maronitischen St.-Georgs-Kathedrale, der Hauptkirche des Erzbistums Beirut. Bis zur Einweihung der Mohammed-al-Amin-Moschee war die al-Omari-Moschee die bedeutendste Moschee in der Innenstadt. Diese war vor ihrer Umwidmung zu einer Moschee die St.-Johannes-Kathedrale. Die Amir-Assaf-Moschee befindet sich neben der al-Omari-Moschee. Die St.-Georgs-Kathedrale der griechisch-orthodoxen Kirche befindet sich etwa 80 Meter nördlich der maronitischen Georgskirche auf der östlichen Seite des Sāhat an-Nadschma (Place de l’Étoile), des Sternplatzes. 200 Meter westlich des Platzes liegt die Kirche Saint Louis des Pères Capucins, die Bischofskirche des 1953 errichteten lateinischen Apostolischen Vikariats Beirut. Als Kathedrale der armenischen Katholiken dient die Kirche St. Elias und St. Gregor, dessen kilikisches Patriarchat nach dem türkischen Völkermord an den Armeniern 1915 von Konstantinopel nach Beirut verlegt wurde. Die arabischen Protestanten nutzen die Église Nationale Évangélique de Beyrouth aus dem Jahr 1869 als Hauptkirche.
Auf dem Sāhat an-Nadschma, dem Sternplatz steht das bekannteste Wahrzeichen der Stadt, der Uhrenturm aus osmanischer Zeit. Weiterhin befindet sich dort das Parlamentsgebäude des Libanons. Das frühere Holiday Inn Hotel Beirut, Schauplatz schwerer Gefechte im Libanesischen Bürgerkrieg, ist eine Hochhausruine im Zentrum und Symbol des Krieges beziehungsweise gegen diesen.

### Museen und Grabungen

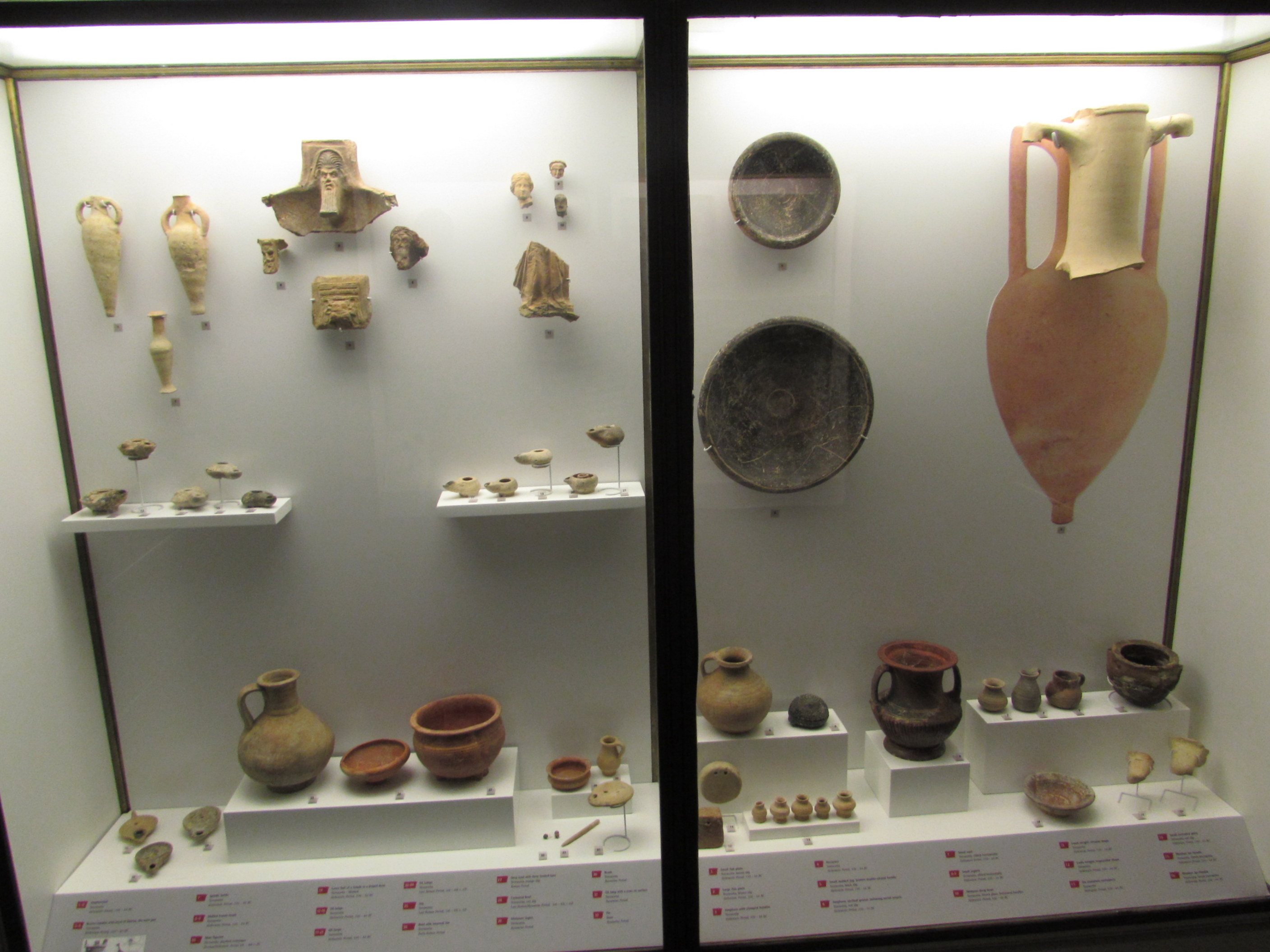
Ausstellungsstücke des archäologischen Museums unter der griechisch-orthodoxen Kirche St. Georg

Im Stadtteil Aschrafija wurde 1961 das Nicolas-Sursock-Museum eröffnet. Ein archäologisches Museum befindet sich direkt unter der griechisch-orthodoxen Georgskirche, wo bei Ausgrabungen Funde aus der hellenistischen Zeit, der römisch-byzantinischen Epoche, dem Mittelalter und aus der Zeit des Osmanischen Reichs gemacht wurden. Das Nationalmuseum Beirut wurde 1942 offiziell eröffnet. Das römische Bad ist eine öffentlich sichtbare Ausgrabung einer römischen Therme.

### Theater und Film
In den 1960er und 1970er Jahren wurden im Piccadilly-Theater im Stadtteil Hamra die Musicals der Brüder Mansour und Assi Rahbani mit Fairuz in den Hauptrollen aufgeführt.
Am al-Burdsch – Place des Martyrs (Märtyrerplatz; auch Kanonenplatz genannt) befindet sich in unmittelbarer Nähe zum Rathaus das Opernhaus Beirut.
Der Film Falafel (2006) ist Michel Kammouns erster Spielfilm, eine sozialpolitische Untersuchung über die Lebensweise im heutigen Libanon.
Der Kinofilm Caramel (2007) von Regisseurin und Hauptdarstellerin Nadine Labaki spielt in einem Beauty-Salon in Beirut und zeigt das Alltagsleben von fünf Frauen in Libanon. Caramel wurde bisher in 50 Länder verkauft. Caramel zeigt das Leben in Beirut zwischen der Orientierung an westlichen Idealen und Mode und den alten Familientraditionen und religiösen Werten.

### Medien
Beirut ist das Zentrum für Presse, Rundfunk und Verlagswesen im Libanon. Hier hat unter anderem die staatliche Rundfunkgesellschaft Télé Liban ihren Sitz. Zu den bekannten Tageszeitungen zählen beispielsweise al-Akhbar in arabischer Sprache (2006 gegründet), der englischsprachige The Daily Star (1952 gegründet) und der französischsprachige L’Orient-Le Jour (seit 1971); zu den bekannten Verlagen Dār al-Kutub al-ʿilmīya.

## Universitäten, Institute

### Universitäten
Beirut ist Sitz mehrerer Universitäten. Dazu gehören unter anderem:
- Amerikanische Universität Beirut (American University of Beirut, AUB), 1866 von protestantischen Missionaren gegründet (nicht-konfessionell, privat)
- Université Saint-Joseph (Sankt-Joseph-Universität, USJ), 1875 von Jesuiten gegründet (konfessionell, privat)
- Libanesisch-Amerikanische Universität (Lebanese American University, LAU) 1924 gegründet (nicht-konfessionell, privat)
- Near East School of Theology (NEST), 1932 gegründet (konfessionell)
- Libanesische Universität (Université libanaise), 1951 gegründet (staatlich)

### Deutschsprachige Institutionen
- Deutsche Botschaft Beirut[53]
- Goethe-Institut
- Evangelische Gemeinde zu Beirut
- Orient-Institut Beirut (OIB) der Deutschen Morgenländischen Gesellschaft

Daneben gibt es in der Stadt Büros der Friedrich-Ebert-Stiftung, Konrad-Adenauer-Stiftung und Heinrich-Böll-Stiftung.

## Wirtschaft
In der Hauptstadt befindet sich unter anderem die gleichnamige Wertpapierbörse des Landes - die Beirut Stock Exchange.

## Verkehr
Der Flughafen von Beirut befindet sich im Süden der Stadt. Im Norden, nahe dem Innenstadtzentrum liegt der Hafen von Beirut, der wichtigste Seehafen des Landes. Für den öffentlichen Personennahverkehr bestand von 1908 bis 1965 ein Straßenbahnsystem.
Bis zum Bürgerkrieg bestand in Libanon ein von Beirut ausgehendes Eisenbahnnetz mit Strecken u. a. nach Syrien und zeitweise bis nach Palästina (heutiges Israel). Als Folge des Bürgerkriegs verkehrt heute im gesamten Libanon kein Schienenverkehrsmittel mehr.

## Söhne und Töchter der Stadt
Berühmte Söhne und Töchter Beiruts sind unter anderen die arabische Sängerin Fairuz, der Komponist und Musiker Rabih Abou-Khalil, der Schriftsteller Elias Khoury, der Hisbollah-Führer Hassan Nasrallah und der Fußballspieler Youssef Mohamad sowie zahlreiche ausländische Persönlichkeiten, darunter der bekannte kanadische Schauspieler Keanu Reeves.

## Städtepartnerschaften
- Griechenland: Athen
- Frankreich: Paris
- Armenien: Jerewan
- Kuwait: Kuwait
- Frankreich: Marseille
- Vereinigte Arabische Emirate: Dubai
- Frankreich: Lyon
- Russland: Moskau
- Kanada: Québec
- Irak: Bagdad
- Palästina: Ostjerusalem
- Syrien: Damaskus
- Vereinigte Staaten: Los Angeles
- Türkei: Istanbul

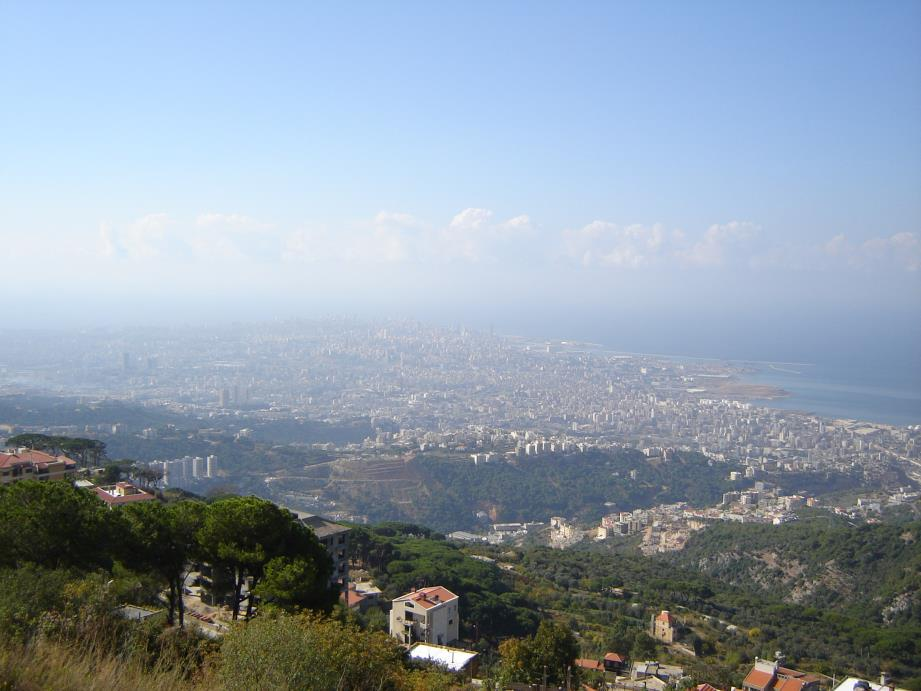
Blick über Beirut
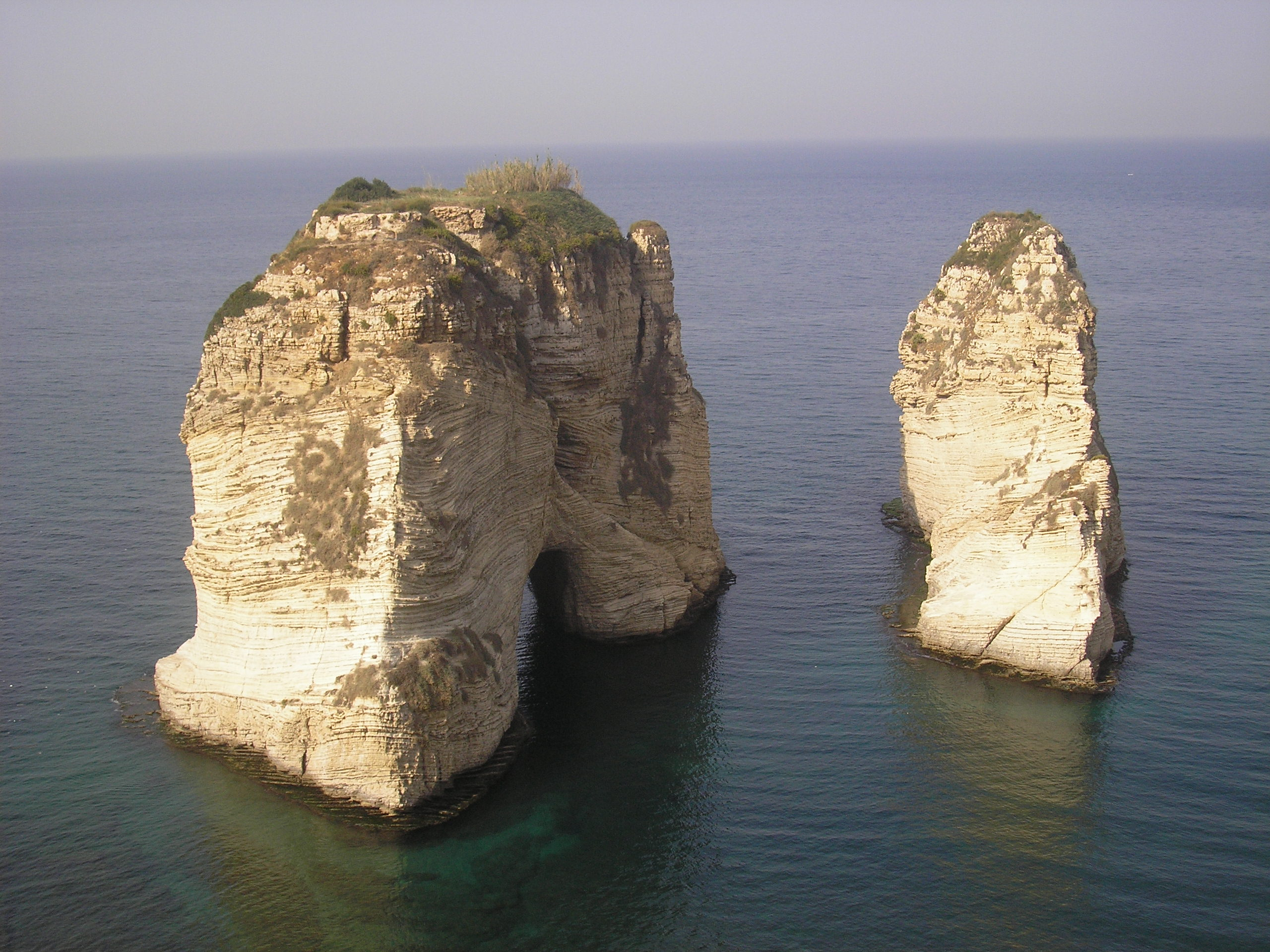
Grottes aux Pignons
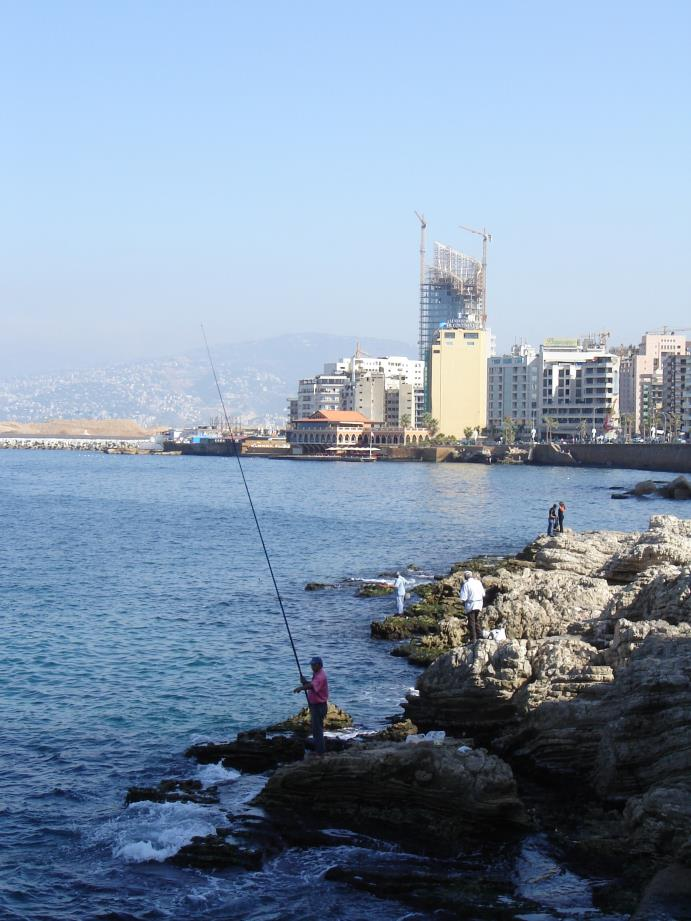
Fischer an der Kūrnīsch Bairūt
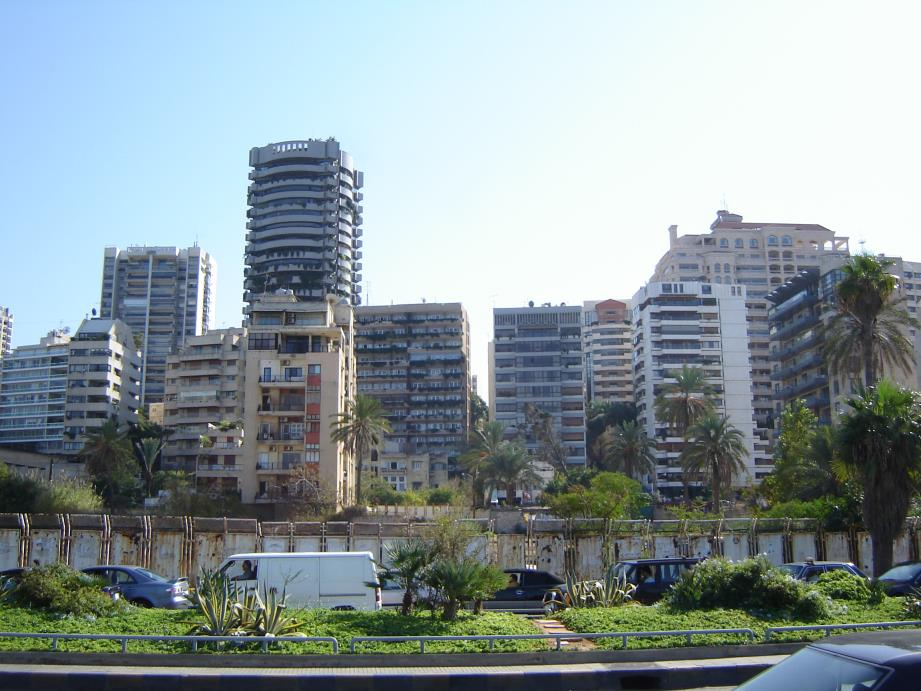
Wohngebäude in Ra's Beirut (zwischen der Amerikanischen Universität und dem Leuchtturm)
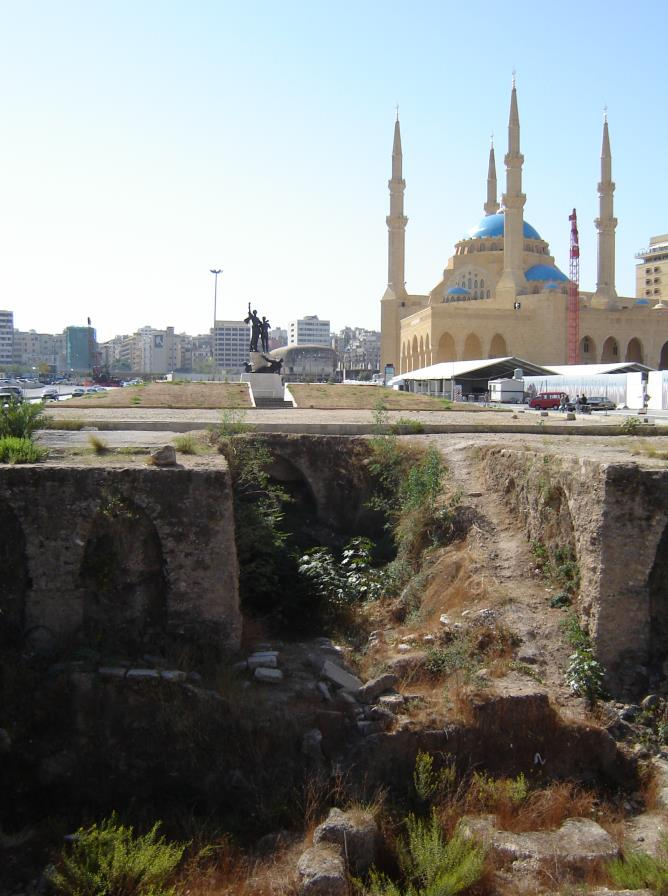
Märtyrerplatz und Muhammad-al-Amin-Moschee
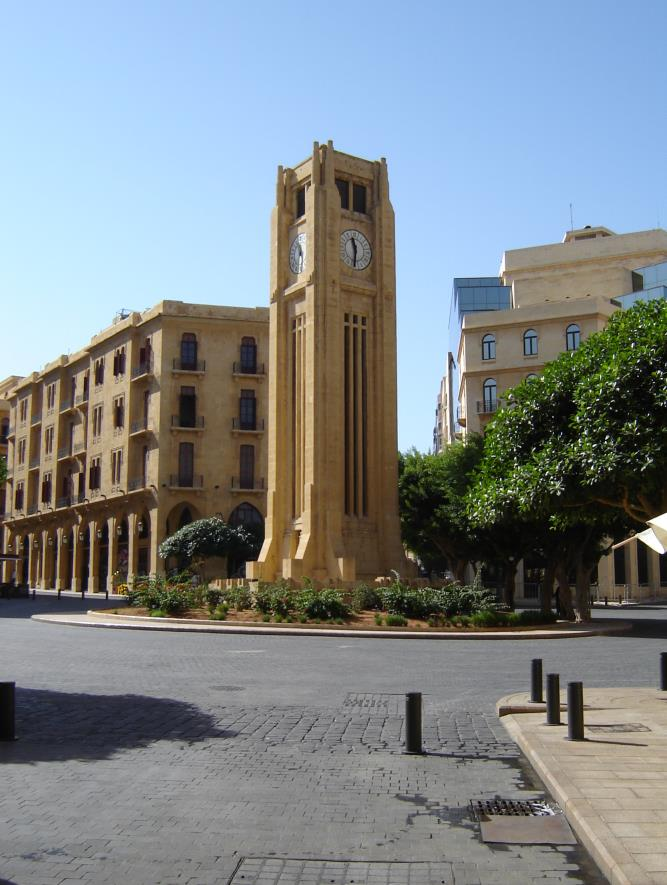
Sāhat an-Nadschma („Platz des Sternes“)
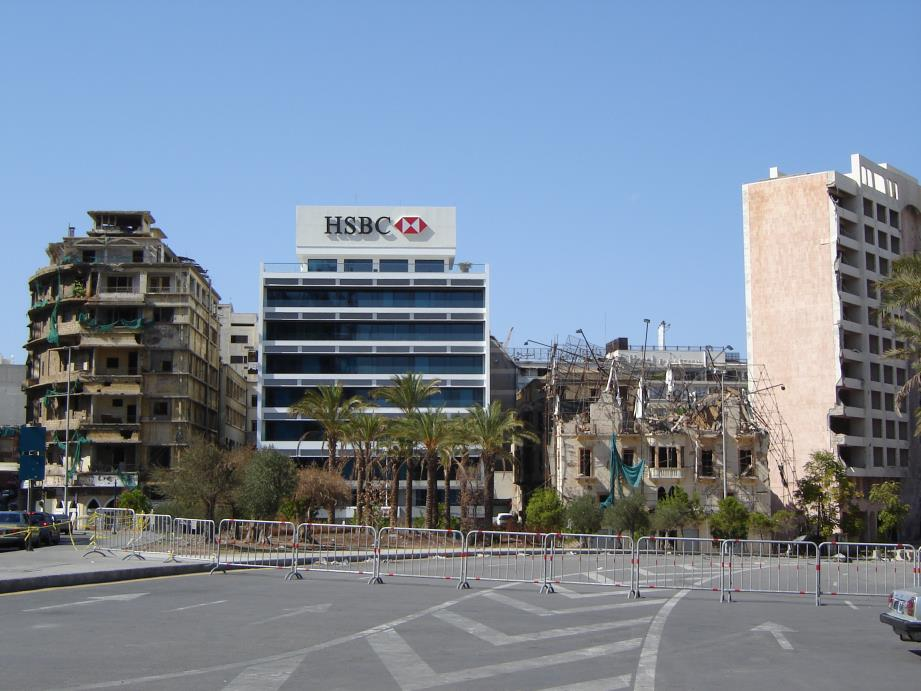
Abgesperrte Straße vor der HSBC-Filiale
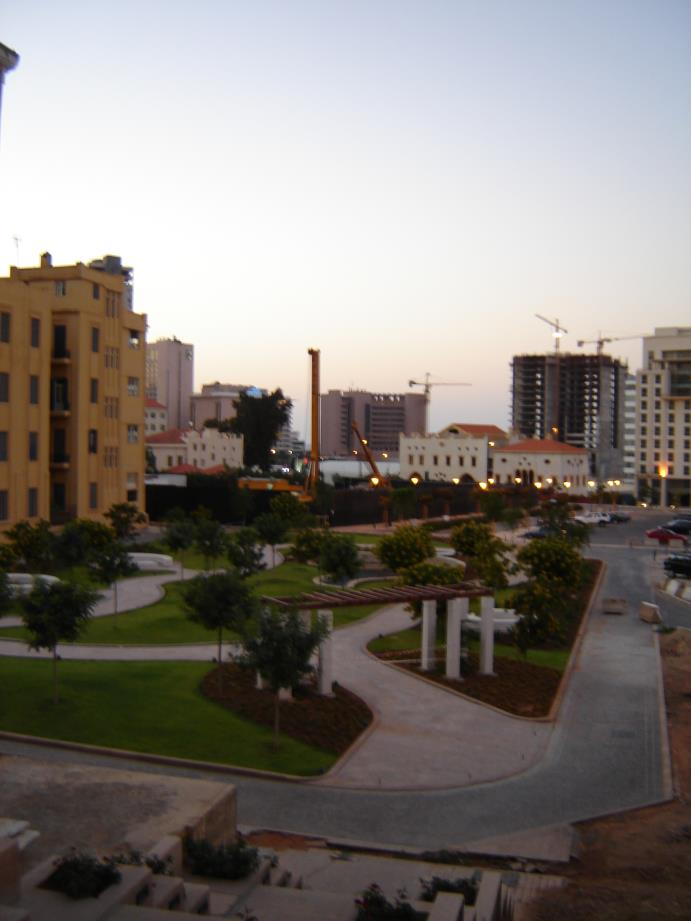
Grünanlage in der Innenstadt
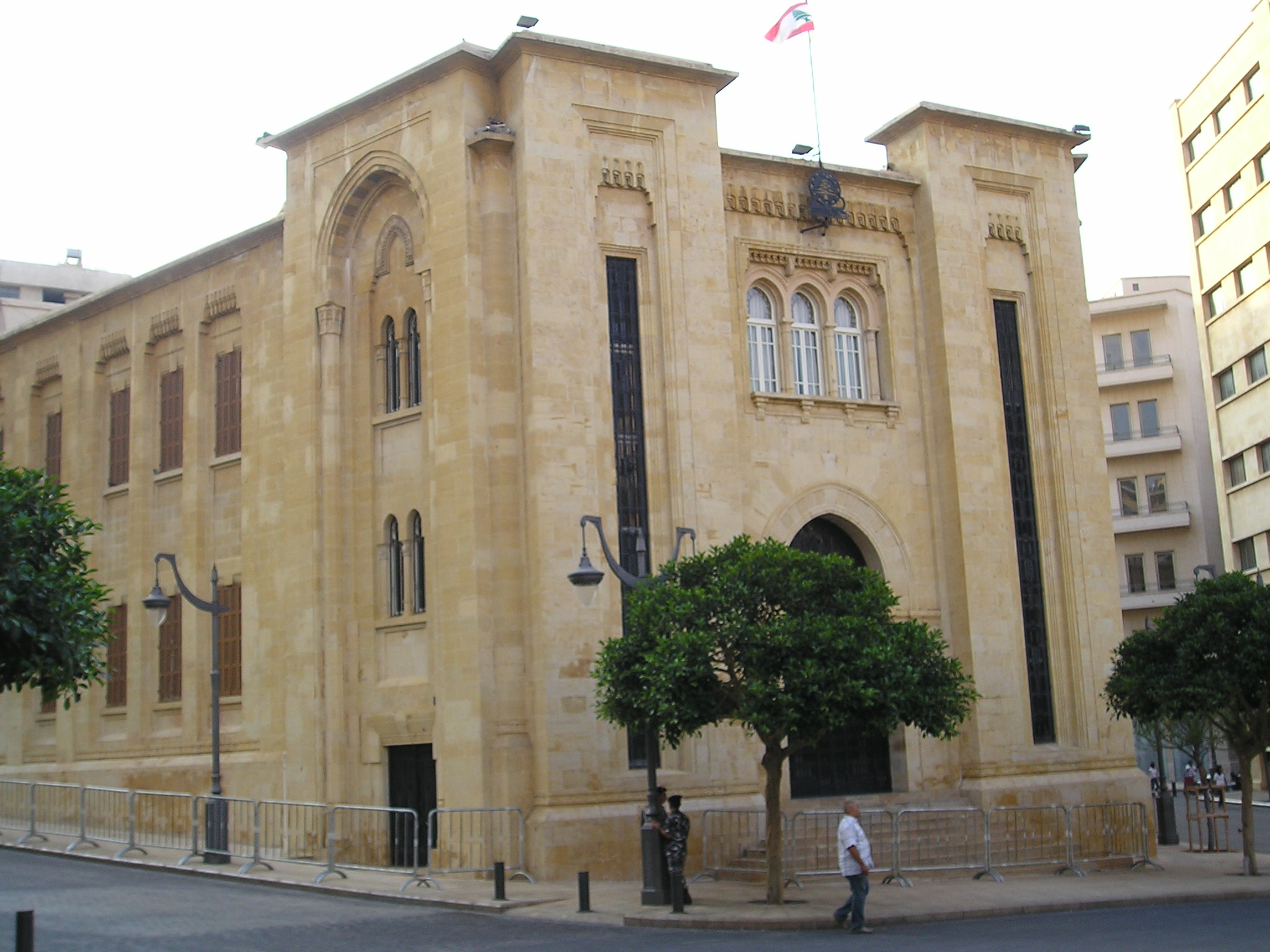
Parlamentsgebäude am Sāhat an-Nadschma
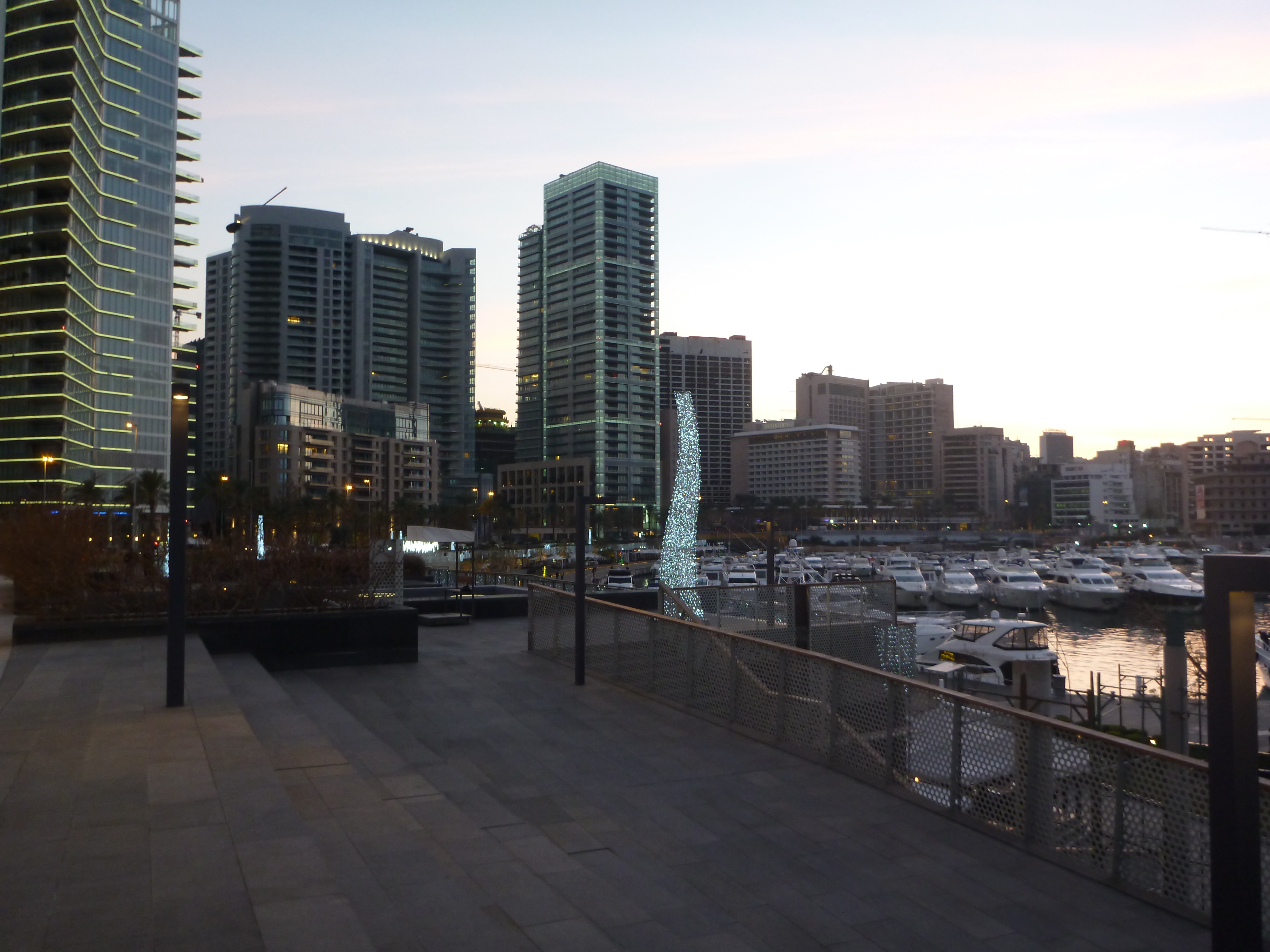
Skyline von der neu gestalteten Marina Zaitunay Bay: Marina Towers, Platinum Tower, Phoenicia InterContinental Hotel

## Klimatabelle
|                        | Jan  | Feb  | Mär  | Apr  | Mai  | Jun  | Jul  | Aug  | Sep  | Okt  | Nov  | Dez  |   |      |
| Mittl. Temperatur (°C) | 13,2 | 13,7 | 15,1 | 18,0 | 20,7 | 23,4 | 25,7 | 26,6 | 25,5 | 22,7 | 18,6 | 15,1 | ⌀ | 19,9 |
| Mittl. Tagesmax. (°C)  | 16,4 | 17,2 | 19,3 | 22,4 | 25,8 | 29,0 | 31,3 | 31,8 | 30,2 | 27,2 | 22,6 | 18,5 | ⌀ | 24,3 |
| Mittl. Tagesmin. (°C)  | 10,5 | 10,8 | 12,2 | 14,7 | 17,8 | 20,8 | 23,0 | 23,7 | 22,7 | 20,4 | 16,4 | 12,8 | ⌀ | 17,2 |
|                        |      |      |      |      |      |      |      |      |      |      |      |      |   |      |
| Niederschlag (mm)      | 191  | 133  | 111  | 46   | 15   | 2    | 1    | 1    | 2    | 60   | 101  | 164  | Σ | 827  |
|                        |      |      |      |      |      |      |      |      |      |      |      |      |   |      |
| Sonnenstunden (h/d)    | 4,8  | 5,6  | 6,3  | 7,5  | 9,9  | 12,1 | 11,9 | 11,3 | 9,2  | 8,2  | 6,6  | 4,8  | ⌀ | 8,2  |
|                        |      |      |      |      |      |      |      |      |      |      |      |      |   |      |
| Regentage (d)          | 15   | 12   | 9    | 5    | 2    | 0    | 0    | 0    | 1    | 4    | 8    | 12   | Σ | 68   |
|                        |      |      |      |      |      |      |      |      |      |      |      |      |   |      |
| Wassertemperatur (°C)  | 17   | 17   | 17   | 18   | 21   | 24   | 27   | 27   | 28   | 25   | 22   | 19   | ⌀ | 21,9 |
|                        |      |      |      |      |      |      |      |      |      |      |      |      |   |      |
| Luftfeuchtigkeit (%)   | 68   | 68   | 68   | 68   | 71   | 72   | 71   | 70   | 66   | 64   | 63   | 68   | ⌀ | 68,1 |

| 10,5 |

| 10,8 |

| 12,2 |

| 14,7 |

| 17,8 |

| 20,8 |

| 23,0 |

| 23,7 |

| 22,7 |

| 20,4 |

| 16,4 |

| 12,8 |

| 10,5 |

| 10,8 |

| 12,2 |

| 14,7 |

| 17,8 |

| 20,8 |

| 23,0 |

| 23,7 |

| 22,7 |

| 20,4 |

| 16,4 |

| 12,8 |